# Massif de la Chartreuse
Vous lisez un « bon article » labellisé en 2015.
Pour les articles homonymes, voir Chartreuse.
Le massif de la Chartreuse est un massif montagneux des Préalpes, situé en majeure partie dans le département français de l'Isère et aussi dans celui de la Savoie, constituant une région naturelle. Il culmine à 2 082 mètres d'altitude à Chamechaude. Il est constitué essentiellement de calcaires disposés en successions d'anticlinaux et de synclinaux formant de longues lignes de crêtes orientées du nord au sud. Les dépressions, au fond desquelles coulent le Guiers et ses affluents, sont séparées par des cols. Le massif, soumis à un climat océanique montagnard, connaît des précipitations relativement importantes mais l'eau est peu présente en surface ; elle s'écoule rapidement dans les réseaux karstiques creusés dans le calcaire.
Le massif a été influencé au cours de son histoire par la présence, depuis le XIe siècle, de l'ordre des Chartreux qui a fondé le monastère de la Grande Chartreuse et contribué à modeler le paysage en développant une économie d'élevage, un début d'industrie et des voies de circulation. L'ouverture du massif par le biais de routes lui apporte, au XXe siècle, un essor économique : l'agriculture se spécialise et la sylviculture ainsi que le tourisme se développent.
Durant la saison hivernale, l'enneigement permet de faire fonctionner de petites stations de ski. Au cours de la saison estivale, l'activité principale en plein air est la randonnée pédestre. Les parois offrent également la possibilité de pratiquer l'escalade, alors que les nombreuses cavités attirent les spéléologues. Le massif est aussi une base importante pour le vol libre.
La création du parc naturel régional de Chartreuse a permis de dynamiser le tourisme, de valoriser le patrimoine culturel, tout en préservant l'environnement grâce à la gestion du territoire. Il est complété par la réserve naturelle nationale des Hauts de Chartreuse afin de préserver la biodiversité. Le milieu naturel se partage entre les forêts de feuillus et de conifères, les espaces herbacés, les falaises et de rares zones humides en périphérie du massif, abritant de nombreuses espèces protégées.

## Toponymie
Le nom Chartreuse est probablement issu du nom de Saint-Pierre-de-Chartreuse au Moyen Âge : Calma Trossa, la « prairie troussée », c'est-à-dire une prairie labourée ou défrichée en francoprovençal. Il a ensuite évolué en Charme Trousse, puis Chartrousse ou Chatrousse, nom que l'on retrouve encore au XVIe siècle. Cette évolution est semblable à celle de deux sommets du massif : Chamechaude, la « chalme dépourvue de végétation », et le Charmant Som, le « sommet de la petite chalme », où la « chalme » désigne une chaume, un pâturage,. Ainsi, lorsque saint Bruno et ses six compagnons s'installent en ces lieux en juin 1084, ils prennent le nom de ce village voisin, et le latinisent en Cartousia (XIe siècle), d'où Cartuseria (XIIIe siècle) puis Cartusia ; les moines deviennent des Cartusienses,,.
Une autre hypothèse, plus ancienne, veut que le nom dérive de catorissium ou caturissium (voire de formes plus anciennes telles Catourisa au VIIe siècle ou Catuserias au Xe siècle), lieu où l'on trouve des chaumières,, mais qui est également rapproché étymologiquement du peuple celte des Caturiges, de catu, « combat », et riges, pluriel de rix, « roi », ; cette explication est reprise par Alain Rey dans son Dictionnaire historique de la langue française. Toutefois l'évolution de ce nom à celui de Chatrousse ne s'explique pas par les modèles phonétiques habituels et rend cette hypothèse douteuse.

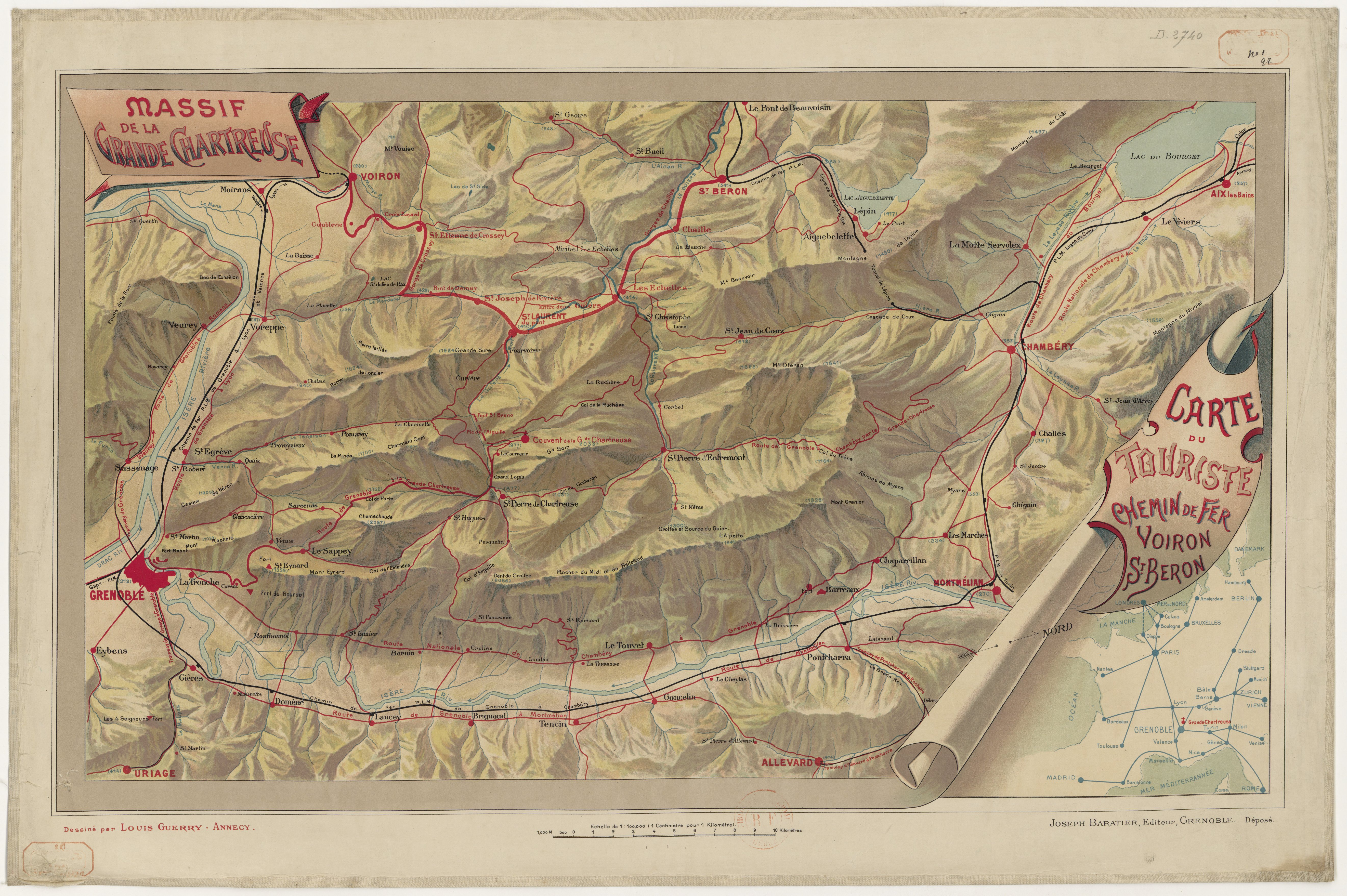
« Carte du touriste » du « massif de la Grande Chartreuse » pour le chemin de fer Voiron-Saint-Béron en 1897.

Le nom moderne du massif apparaît pour la première fois sur une carte d'Oronce Fine en 1525. Gilles Boileau de Bouillon écrit sur la sienne, en 1556, « le Grand Chartreux ». L'usage de ce nom est donc bien ancré lorsque les géographes Raoul Blanchard et son élève Jules Blache, à la fin des années 1920 et au début des années 1930, travaillent sur les Préalpes françaises ; même s'ils alternent « massif de la Chartreuse » et « massif de la Grande Chartreuse », ils valident et popularisent ce nom,.
Le nom du massif en francoprovençal est la Chârtroussa, prononcé localement [ ʃa(r).ˈtru.sa].

## Géographie

### Situation

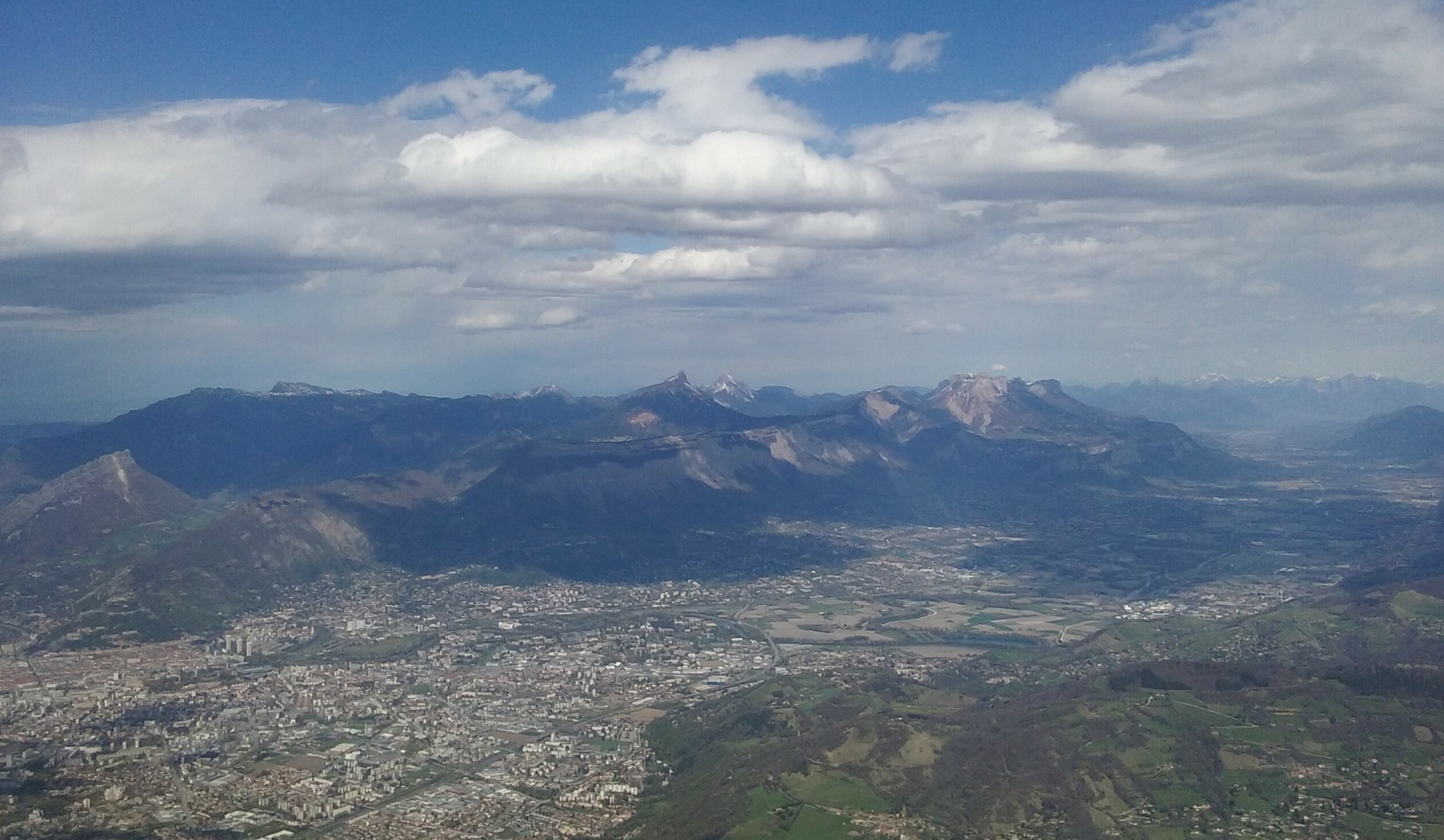
Vue aérienne du massif de la Chartreuse avec la vallée du Grésivaudan à droite.

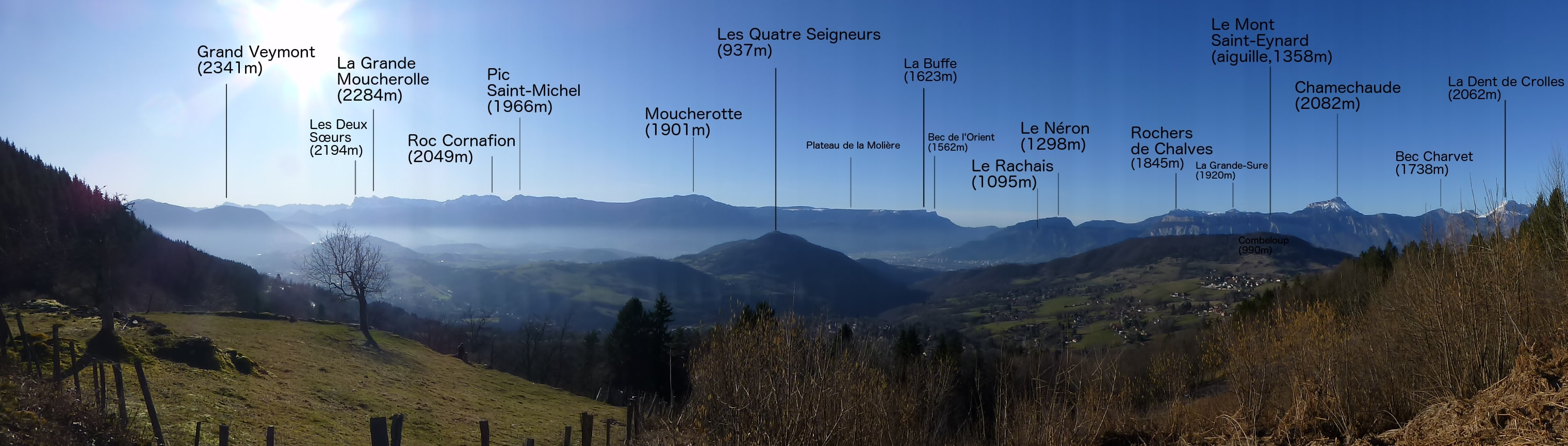
Panorama du massif de Chartreuse (à droite) depuis Saint-Martin-d'Uriage (Belledonne).

La Chartreuse est un massif des Préalpes situé dans le Sud-Est de la France, à cheval entre les départements de l'Isère et de la Savoie, en région Auvergne-Rhône-Alpes, à environ 80 kilomètres au sud-est de Lyon. Il s'élève entre Grenoble au sud, Chambéry au nord, Voiron à l'ouest et Saint-Laurent-du-Pont au nord-ouest. Il s'étend sur une superficie d'environ 400 km2 pour une longueur de 42 kilomètres, ce qui en fait le plus petit massif des Préalpes du Nord.
Il est entouré par le massif du Vercors au sud-ouest, dont il est séparé par la cluse de l'Isère, par la chaîne de Belledonne sur sa façade sud-est à l'aplomb de la vallée du Grésivaudan, et par le massif des Bauges au nord-est dont il est séparé par la trouée des Marches. Au nord-ouest, son relief se confond partiellement avec les chaînons les plus méridionaux du massif du Jura que sont la chaîne de l'Épine, au niveau du col de Couz (624 m), et le plateau du Grand-Ratz, au niveau du col de la Placette (587 m) ; la jonction s'élargit au niveau des vaux de Saint-Laurent-du-Pont et de Couz (Saint-Jean et Saint-Thibaud) pour former la plaine du Guiers.

Vue panoramique de la vallée du Grésivaudan et du massif de la Chartreuse depuis le domaine skiable des Sept Laux.

### Topographie

#### Géomorphologie

Carte topographique du massif de la Chartreuse.

Le massif de la Chartreuse est constitué dans le sens de sa longueur de lignes de crêtes globalement parallèles orientées du nord-nord-est au sud-sud-ouest. Deux dépressions les séparent : le sillon des Trois Cols, formé du nord au sud par le col du Granier (1 133 m), le col du Cucheron (1 139 m) et le col de Porte (1 324 m) auxquels s'ajoute le col de Clémencières (621 m), sépare géographiquement la Chartreuse orientale de la Chartreuse médiane ; la dépression de Proveysieux, occupée par le col de la Charmette (1 261 m), sépare la Chartreuse médiane de la Chartreuse occidentale. Seul l'axe de la Chartreuse médiane est coupé perpendiculairement en direction de l'ouest-nord-ouest par des gorges formées par le Guiers Vif, au nord, et par le Guiers Mort, au sud, deux torrents nés sur le versant ouest de la Chartreuse orientale. Le sillon des Trois Cols est constitué par les affluents de ces deux rivières. La Chartreuse orientale constitue une longue barrière difficilement franchissable, excepté par le col du Coq (1 434 m) et par l'enchaînement col de Vence (782 m) et col de Palaquit (1 154 m) à l'extrémité sud du massif. Elle occupe environ la moitié de la superficie du massif. Elle vient s'appuyer sur le contrefort du plateau des Petites Roches. La Chartreuse occidentale, qui disparaît presque totalement au nord du Guiers Mort, est la ligne de crêtes la plus courte.

#### Principaux sommets

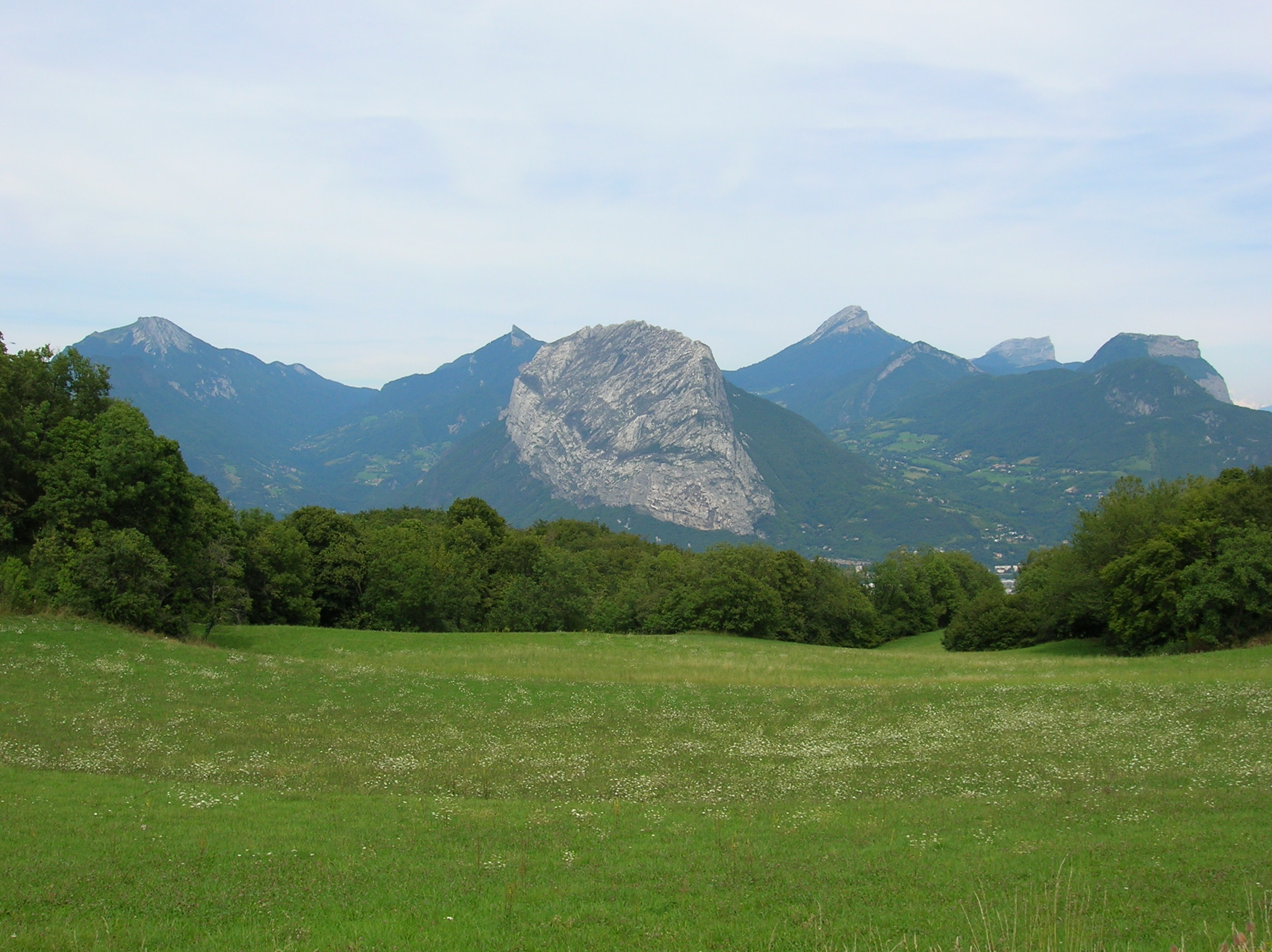
Vue du versant sud-ouest du massif, depuis les hauteurs de Seyssinet-Pariset (pentes du Vercors) ; de gauche à droite : rochers de Chalves, Pinéa, Néron, Chamechaude, dent de Crolles, mont Saint-Eynard.

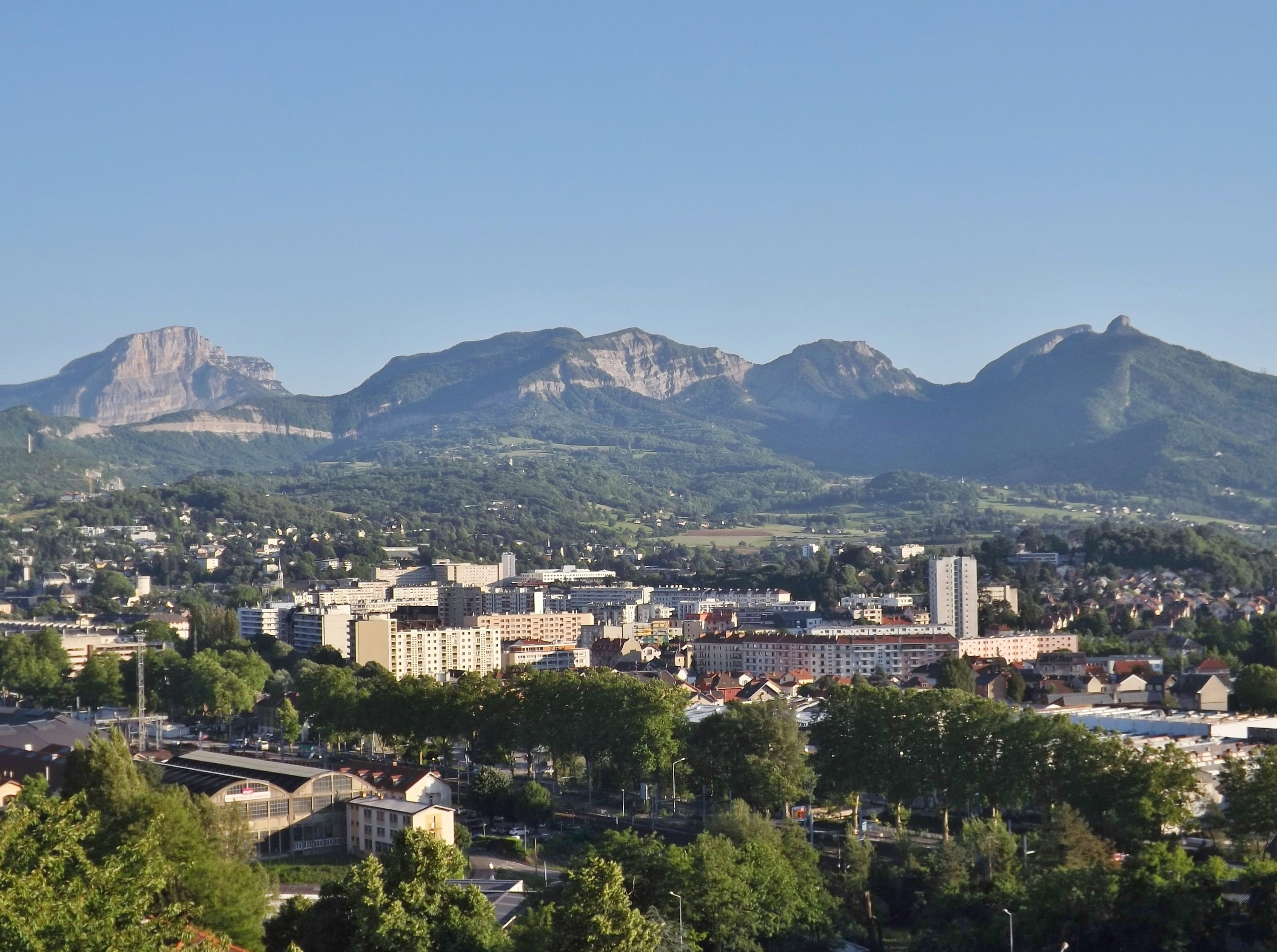
Extrémité nord du massif depuis Chambéry.

Les sommets ci-dessous sont classés par ligne de crêtes du nord au sud.
| Chartreuse occidentale                                                                                              | Chartreuse médiane | Chartreuse orientale |
| --- | --- | --- |
| - Grande Sure (1 920 m) - Rocher de Lorzier (1 838 m) - Rochers de Chalves (1 845 m) - Rocher de l'Église (1 300 m) | - Pointe de la Gorgeat (1 486 m) - Mont Joigny (1 556 m) - Mont Outheran (1 676 m) - La Cochette (1 618 m) - Roc de Gleisin (1 434 m) - Roche Veyrand (1 429 m) - Dent de l'Ours (1 820 m) - Petit Som (1 772 m) - Grand Som (2 026 m) - Charmant Som (1 867 m) - Pinéa (1 771 m) - Néron (1 299 m) | - Mont Granier (1 933 m) - Sommet du Pinet (ou le Truc, 1 867 m) - Le Grand Manti (1 818 m) - La Scia (1 791 m) - Lances de Malissard (2 045 m) - Dôme de Bellefont (1 975 m) - Dent de Crolles (2 062 m) - Piton de Bellefont (1 958 m) - Chamechaude (2 082 m, point culminant) - Grands Crêts (1 489 m) - Mont Saint-Eynard (1 379 m) - Écoutoux (1 406 m) - Mont Rachais (1 049 m) |

#### Principaux cols
Routiers :
- Col de la Charmette
- Col de Clémencières
- Col de la Cluse
- Col du Coq
- Col du Cucheron
- Col du Granier
- Col de Porte
- Col de Palaquit
- Col de Vence
- Col de la Placette

Non routiers :
- Col de l'Alpe
- Col de l'Alpette
- Col des Ayes
- Col de Charmille
- Col de l'Émeindras
- Col de la Faîta
- Col de Bellefont
- Col de Léchaud
- Col de la Ruchère
- Col de la Sure
- Col de la Grande Vache
- Col de la Petite Vache
- Col du Baure

### Hydrographie

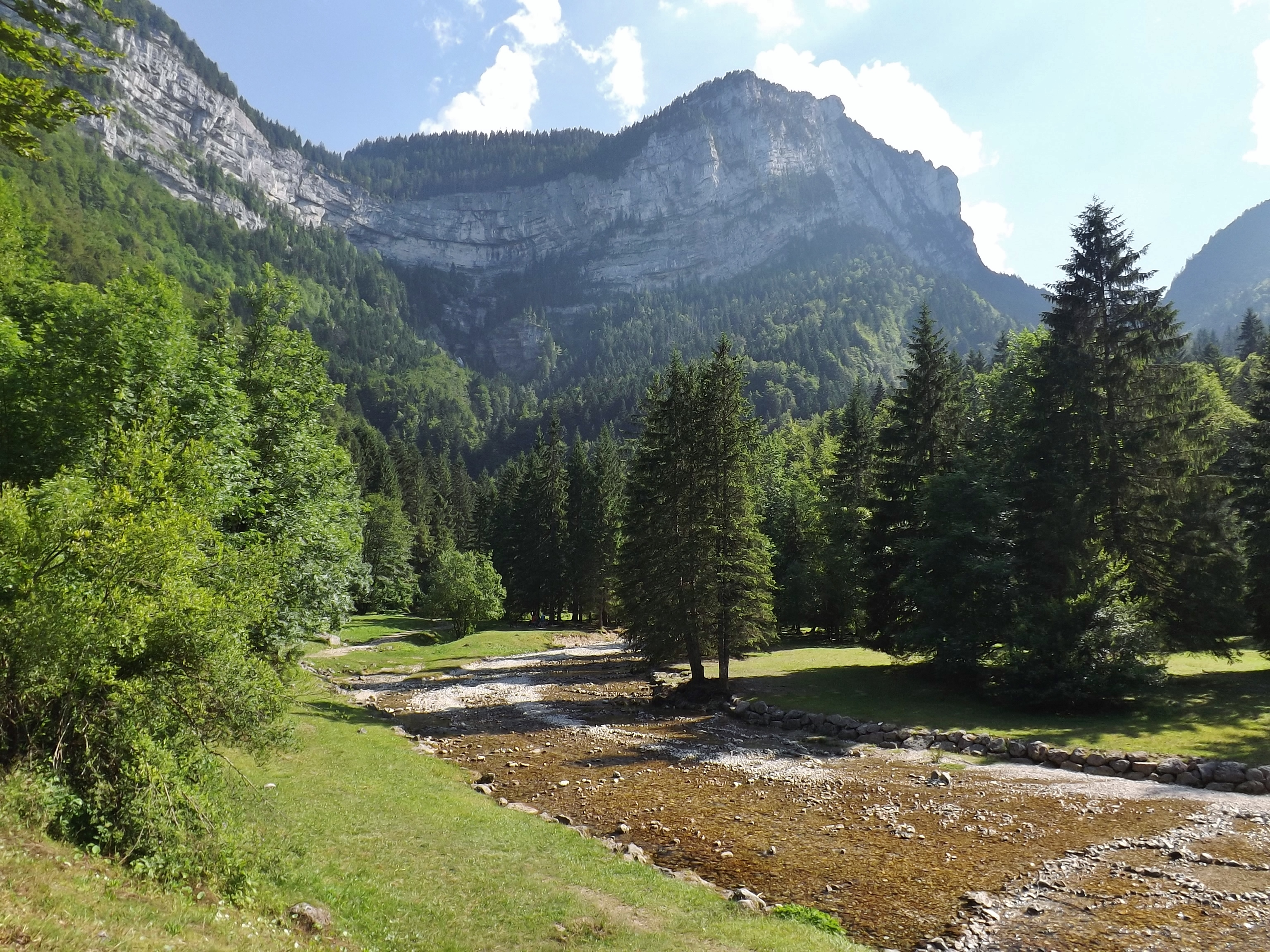
Vue du Guiers Vif en aval du cirque de Saint-Même.

Tout l'intérieur de la Chartreuse appartient au bassin versant du Guiers, incluant son affluent principal, le Guiers Vif, dont la confluence se situe à Entre-Deux-Guiers, en aval des gorges de l'Échaillon. Il s'agit d'un affluent en rive gauche du Rhône. Au nord du massif s'écoulent l'Hyères et ses affluents de rive droite — le Merderet, le ruisseau des Alberges et le ruisseau du Pontet — ainsi que l'Albanne et ses affluents de rive gauche — le ruisseau du Bondat, le ruisseau de Merdasson et le torrent des Favières. Ces deux rivières sont des affluents de la Leysse, qui alimente le lac du Bourget, dans le bassin du Rhône,.
La couronne ouest, sud et est du massif appartient au bassin versant de l'Isère. On y distingue notamment la Vence et son affluent le Tenaison qui forment des gorges, ainsi que la Roize, sur le versant oriental de la cluse de l'Isère. Dans le Grésivaudan, les torrents creusent des ravins, dont le plus connu est la gorge du Manival, et se jettent directement dans l'Isère,.
En raison du réseau karstique souterrain parfois orienté dans des directions différentes par rapport au réseau hydrographique de surface, les limites des bassins versants peuvent s'avérer complexes à établir. Parmi les plus grands réseaux du massif figurent ceux de l'Alpe, du Granier et de la dent de Crolles.

### Géologie
Les roches qui constituent la Chartreuse se forment par sédimentation à partir de 135 millions d'années, au cours du Crétacé inférieur, au fond de la Téthys alpine. Les dépôts d'origine animale forment des calcaires durs tandis que les roches détritiques provenant essentiellement de l'érosion de la chaîne hercynienne composent les marnes, dans une alternance marquée par les changements climatiques ou les variations de profondeur,. Une hausse des températures combinée à la présence de bas fonds contribuent à la mise en place de récifs coralliens parmi lesquels foisonnent des mollusques du type rudistes, à l'origine du calcaire urgonien composant la partie supérieure du massif. Cette faune primitive laisse de nombreux fossiles,. Au Paléogène, la Téthys se referme. Vers 23 millions d'années, au début du Miocène, l'érection du massif alpin entraîne la formation d'une nappe de charriage et repousse vers le nord-ouest tout en les soulevant d'environ 2 000 mètres les roches sédimentaires. Une érosion fluviatile est certainement à l'origine de l'individualisation du massif par le creusement primitif des cluses de Chambéry et de l'Isère. Le plissement de ces roches aboutit au niveau de la Chartreuse à une succession d'anticlinaux et de synclinaux entrecoupés, en raison de la dureté de la roche, de failles,. Ultérieurement, une sédimentation secondaire dans des cuvettes, à la suite du creusement des gorges et de l'érosion des falaises par l'action du ruissellement, forme ainsi les molasses présentes au pied du massif.
Aussitôt formé, le massif est soumis à une importante érosion qui accentue le relief. La dissolution du calcaire entraîne la formation d'un relief karstique, caractérisé par des lapiaz et des dolines, et percé de nombreuses cavités,. Le découvrement de roches inférieures à l'Urgonien, essentiellement dans la partie occidentale du massif, s'explique par une ou deux périodes de pénéplanation, dont la plus récente remonterait au Villafranchien (fin du Pliocène-début du Pléistocène), alors que le plissement alpin était encore en cours.
Lors de la glaciation de Riss, les larges glaciers périphériques pénètrent dans le massif par les cols mais leur épaisseur reste faible et, à part dans certaines gorges, ils n'ont pas d'effet érosif majeur. En revanche, ils laissent de nombreux matériaux morainiques. Lors de la glaciation de Würm, ils ne pénètrent que par le col du Granier au nord. Quelques glaciers locaux de petite taille se forment au niveau des actuels hameaux de Vallombré, de Perquelin, de la Plagne et dans le cirque de Saint-Même.

### Climat

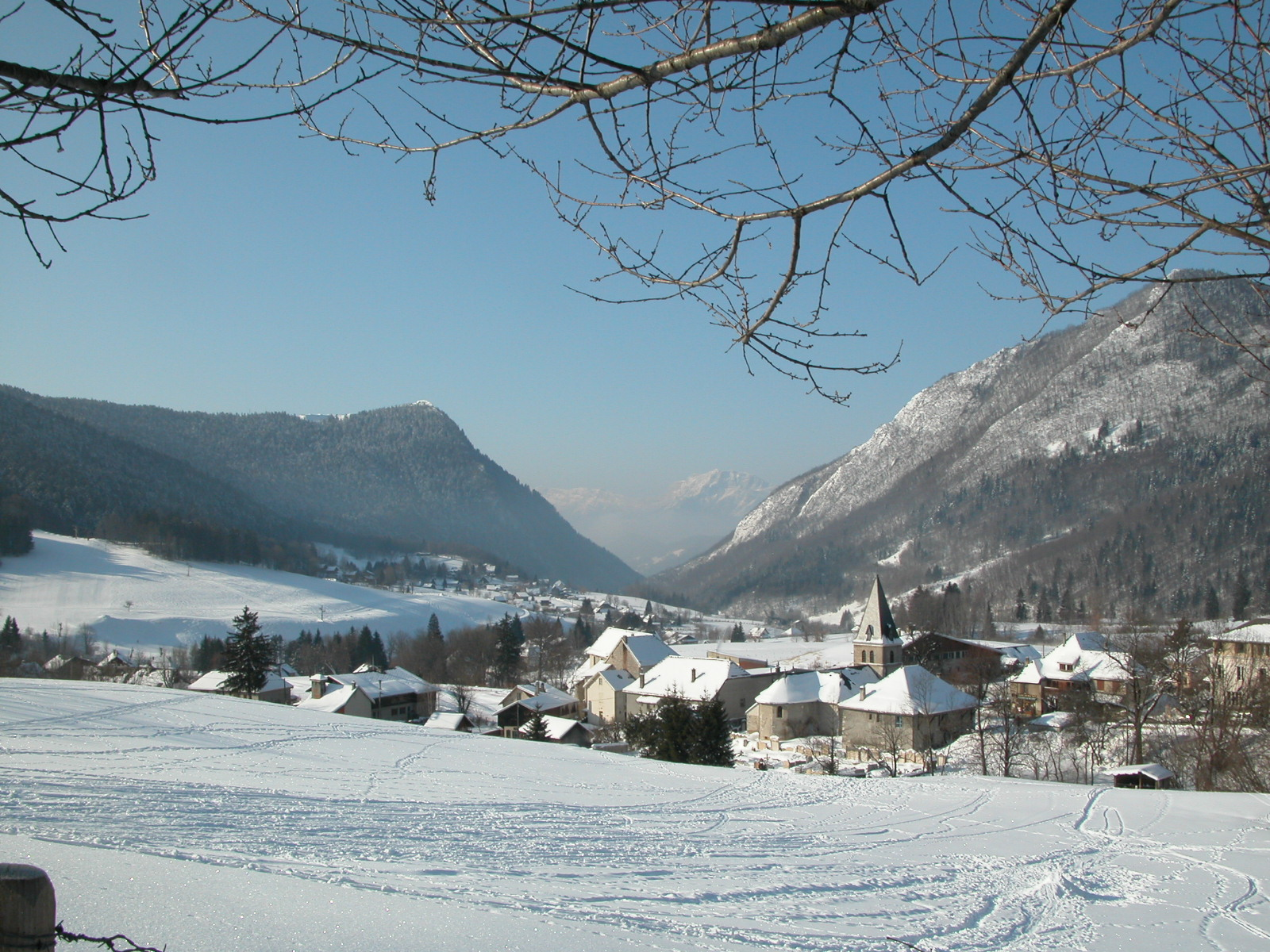
Vue du Sappey-en-Chartreuse sous la neige.

Le massif de la Chartreuse est soumis à un climat océanique montagnard,. Il agit comme une barrière face aux vents dominants d'ouest venant de l'océan Atlantique et reçoit ainsi une grande quantité de précipitations,, de l'ordre de 2 000 mm par exemple au monastère de la Grande Chartreuse et 3 000 mm sur la réserve des Hauts de Chartreuse, avec un pic au début du printemps et un autre au début de l'automne. Un tiers de ces précipitations se produit sous forme de neige. De ce fait, l'épaisseur du manteau neigeux au col de Porte (1 326 m) avoisine un mètre fin février, mais a atteint des hauteurs record de 200 à 230 centimètres pour la même période en 1979, 1982 et 1985. Toutefois, l'enneigement moyen, qui a diminué de moitié depuis cinquante ans, est mesuré à cinquante centimètres en moyenne depuis dix ans au cours de l'hiver. Ainsi, depuis les années 2000, la neige se maintient en moyenne 150 jours par an au col de Porte, soit trente jours de moins que dans les années 1960 ; la présence d'un manteau neigeux supérieur à un mètre a reculé de quinze jours tous les dix ans en moyenne sur la même période. Cette observation coïncide avec une hausse des températures de 1,4 °C depuis un demi-siècle sur une période du 1er décembre au 30 avril. La présence de ce manteau neigeux assure toutefois un important débit aux torrents durant la fonte printanière, avec un pic en avril.

### Faune et flore

#### Flore
Le massif de la Chartreuse est composé de quatre milieux naturels distincts. Plus de 2 000 espèces ont été recensées dans le parc régional, soit le tiers des espèces présentes en France métropolitaine, dont 85 sont protégées, ; parmi celles-ci, 18 le sont sur le plan national : l'Aster amelle (Aster amellus), le Sabot de Vénus (Cypripedium calceolus), le Cystoptéris des montagnes (Cystopteris montana), le Lycopode des Alpes (Diphasiastrum alpinum), le Rossolis à feuilles longues (Drosera anglica), le Drosera à feuilles rondes (Drosera rotundifolia), la Linaigrette grêle (Eriophorum gracile), le Panicaut des Alpes (Eryngium alpinum), la Gagée jaune (Gagea lutea), la Nivéole d'été (Leucojum aestivum), le Liparis de Loesel (Liparis loeselii), l'Orchis punaise (Anacamptis coriophora), la Potentille du Dauphiné (Potentilla delphinensis), la Primevère auricule (Primula auricula), la Grande douve (Ranunculus lingua), la Saxifrage variable (Saxifraga mutata), la Spiranthe d’été (Spiranthes aestivalis) et la Petite massette (Typha minima).

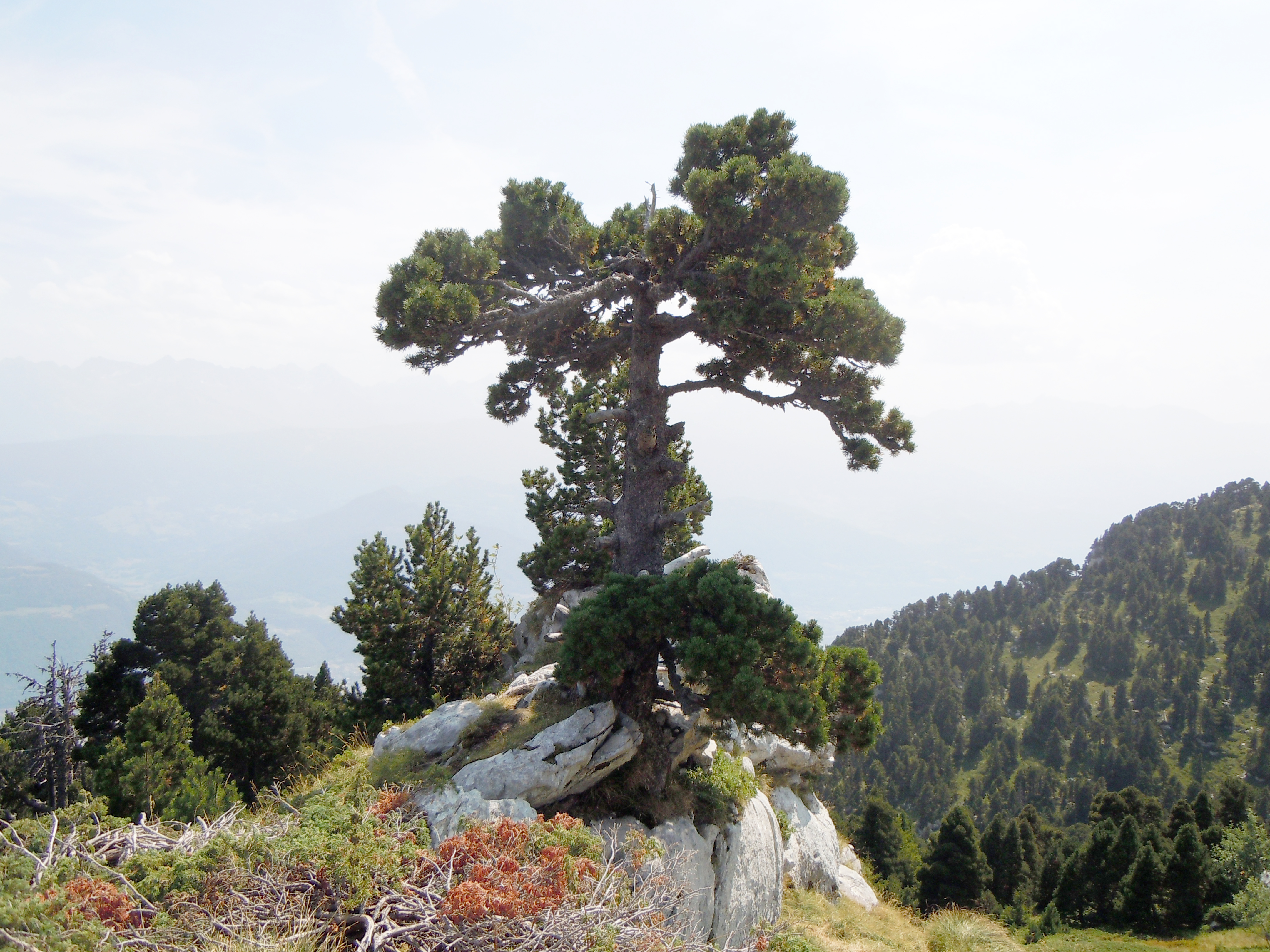
Vue d'un Pin à crochets au col de l'Alpe et d'une forêt de conifères en arrière-plan.

Les forêts sont marquées par l'étagement altitudinal. Sur les piémonts collinéens, le Chêne pubescent (Quercus pubescens) domine plutôt dans les sols secs, le Charme commun (Carpinus betulus) avec le Frêne élevé (Fraxinus excelsior) plutôt en milieu ombragé et le Buis commun (Buxus sempervirens) dans les sols calcaires,,. D'environ 800 mètres à 1 500 mètres d'altitude se trouvent les forêts de Hêtres communs (Fagus sylvatica) et de Sapins blancs (Abies alba) de l'étage montagnard, qui laissent place à l'Érable sycomore (Acer pseudoplatanus) dans les ravins et les éboulis, ; le Frêne élevé persiste à cette altitude. Au-delà de 1 500 mètres d'altitude, l'étage alpin est caractérisé par les conifères : l'Épicéa commun (Picea abies) et, dans les zones particulièrement exposées au vent, le Pin à crochets (Pinus uncinata),. Toutefois, ces espèces peuvent également se trouver à des altitudes plus basses, dans des cuvettes peu exposées au soleil et soumises à un vent rigoureux. Le sapin et l'épicéa, occupant une place importante dans le massif, sont le résultat de l'intervention de l'homme, qui a notamment exploité fortement le hêtre au XIXe siècle pour en faire du charbon de bois.

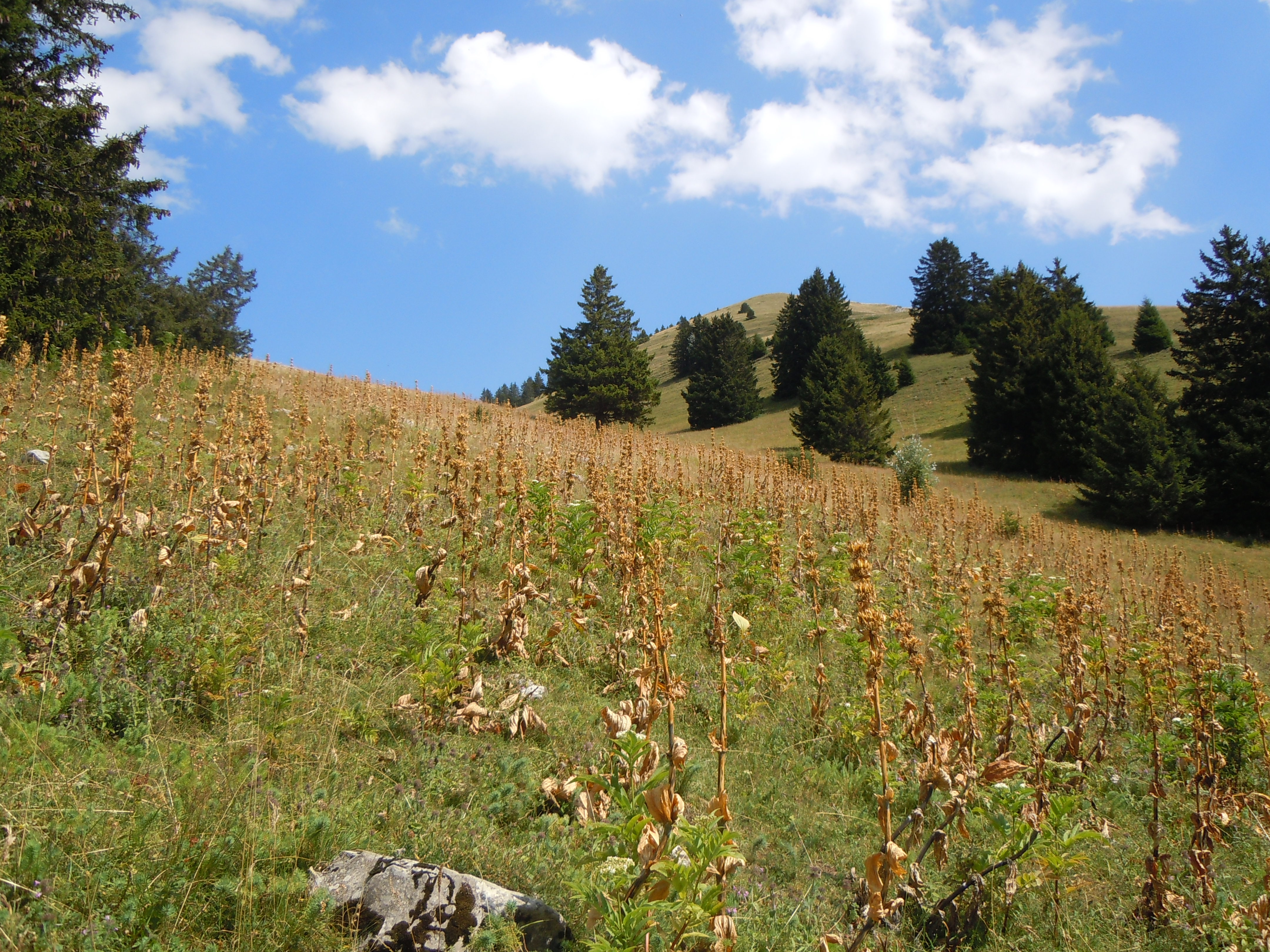
Vue d'une pelouse alpine au pied du mont Pravouta, au nord du col du Coq.

Les milieux herbacés, que ce soient les pelouses sèches, les pâturages, les prairies de fauche et les alpages, ont été créés essentiellement par défrichement dès le Néolithique, alors que la forêt occupait la majeure partie du massif,. Ils sont exploités moins intensivement qu'en plaine et menacés par la déprise agricole,. Quelques sommets se situent naturellement au-dessus de la limite des arbres. Ces milieux abritent l'essentiel des cinquante espèces d'orchidées du massif,. Dans les alpages, on trouve la Gentiane jaune (Gentiana lutea), le Crocus printanier (Crocus vernus), la Soldanelle des Alpes (Soldanella alpina), la Scille à deux feuilles (Scilla bifolia), la Tulipe australe (Tulipa sylvestris australis), l'Orchis sureau (Dactylorhiza sambucina), la Nigritelle noire (Nigritella rhellicani), l'Orchis grenouille (Dactylorhiza viridis), le Chénopode Bon-Henri (Chenopodium bonus-henricus), la Grande ortie (Urtica dioica) ou encore le Rhododendron ferrugineux (Rhododendron ferrugineum). Aux altitudes les plus hautes subsiste la Dryade à huit pétales (Dryas octopetala).

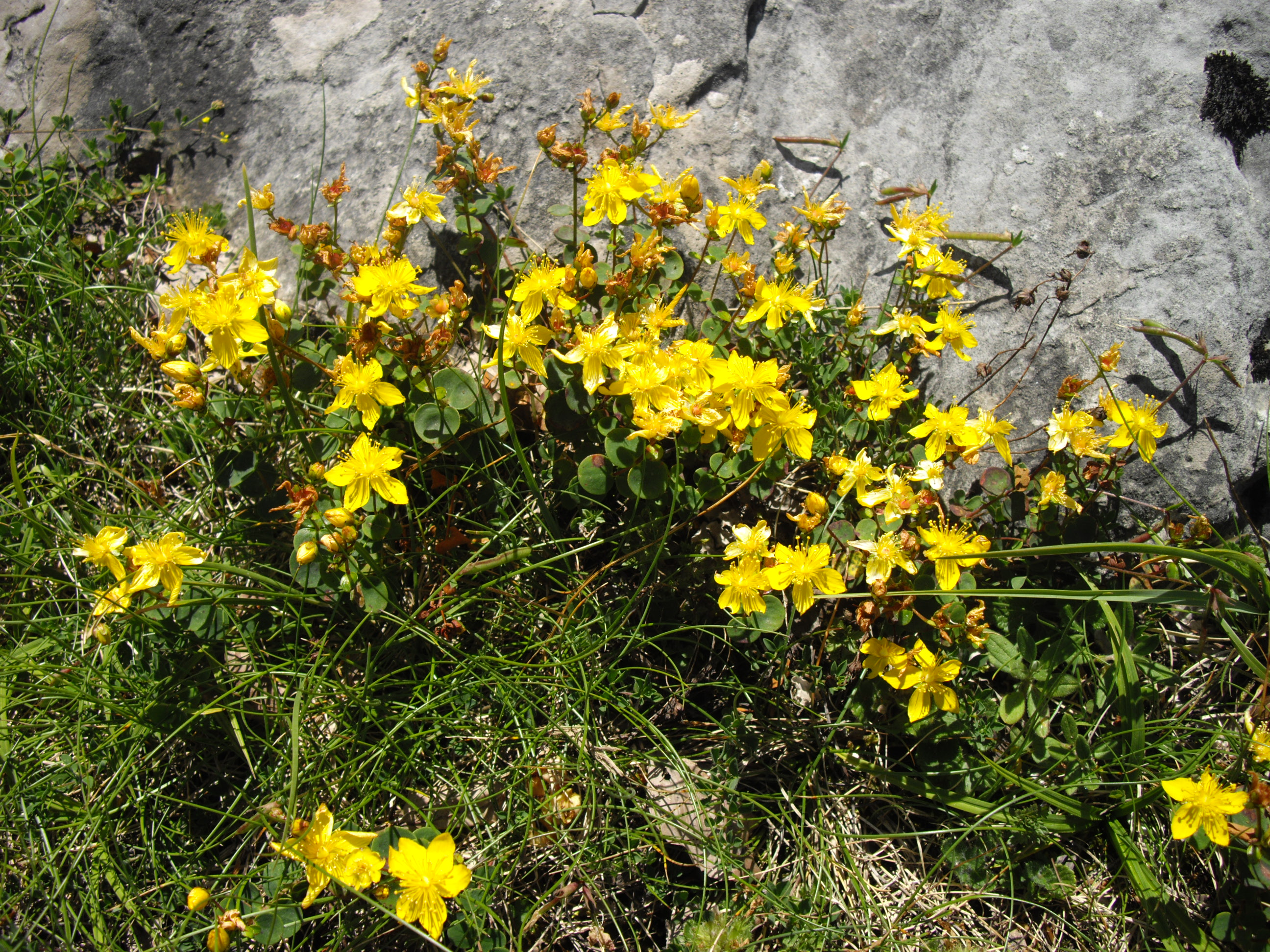
Le Millepertuis à sous, dit Vulnéraire des Chartreux, trouve dans le massif son unique habitat des Alpes.

Les falaises et les escarpements, dictés par la nature calcaire de la roche, soumis à d'importants écarts de température, offrant peu d'éléments nutritifs et des difficultés d'approvisionnement en eau, présentent une importante spécialisation des espèces. On y trouve le Millepertuis à sous (Hypericum nummularium), l'Orpin rose (Rhodiola rosea), la Potentille luisante (Potentilla nitida) ou encore la Primevère oreille d'ours (Primula auricula),. La Valériane des montagnes (Valeriana montana), la Globulaire à feuilles en cœur (Globularia cordifolia) et la Calamagrostide argentée (Achnatherum calamagrostis) sont adaptées aux éboulis non stabilisés.
L'eau de surface est pratiquement absente des zones les plus élevées du massif, elle s'infiltre rapidement dans les réseaux karstiques,. Les torrents naissent au pied des montagnes et présentent un débit avec de fortes variations. Les zones humides sont essentiellement présentes sur le piémont septentrional du massif et abritent un grand nombre d'espèces protégées.

#### Faune

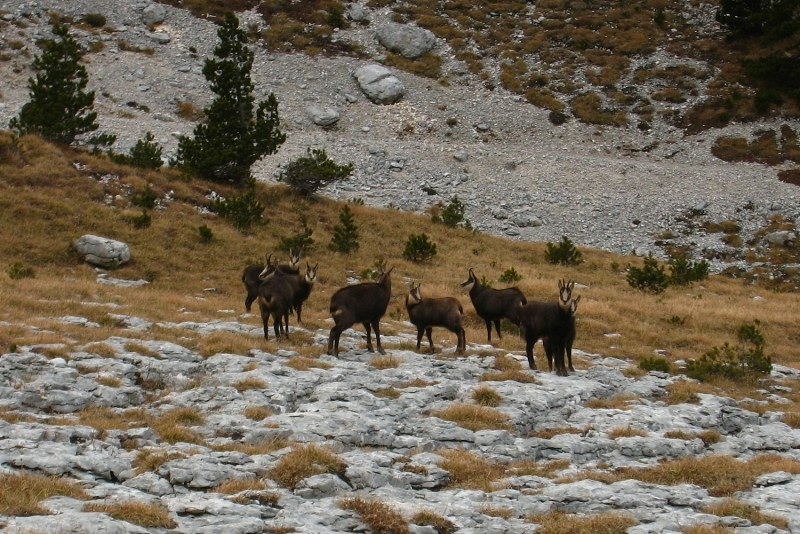
Vue d'une harde de chamois à la dent de Crolles.

Le sanglier (Sus scrofa), le Renard roux (Vulpes vulpes) et le Blaireau européen (Meles meles) sont présents à l'étage collinéen. La Martre des pins (Martes martes) et le Lynx boréal (Lynx lynx), lequel a été éradiqué au XIXe siècle mais a fait naturellement son retour en 1990 depuis le Jura suisse, vivent dans les étendues forestières. De même, le Loup gris commun (Canis lupus lupus) a été de nouveau observé dès 2004 en provenance du massif du Mercantour-Argentera. Le Cerf élaphe (Cervus elaphus) et le chevreuil (Capreolus capreolus), réintroduits au milieu du XXe siècle, ainsi que le chamois (Rupicapra rupicapra), ayant fait l'objet d'un plan de sauvegarde à partir des années 1980 qui a permis de faire passer ses populations de 250 à 1 500 individus, occupent la lisière supérieure des forêts à la limite avec les alpages. La Marmotte des Alpes (Marmota marmota), après avoir disparu il y a plusieurs millénaires en raison de changements climatiques affectant son milieu, a été réintroduite dans le massif à la fin des années 1940 puis par le biais d'un plan officiel dès le milieu des années 1980. Le Mouflon corse (Ovis aries/orientalis musimon) est introduit à partir de 1967 entre le Charmant Som et la Grande Sure. Finalement, le Bouquetin des Alpes (Capra ibex), exterminé en France par une chasse intensive, fait son retour en Chartreuse en 2010-2011 grâce à trente individus prélevés dans la chaîne de Belledonne et le massif de la Vanoise. Plusieurs espèces de chiroptères fréquentent les cavités des sommets de Chartreuse : la Barbastelle d'Europe (Barbastella barbastellus), la Sérotine de Nilsson (Eptesicus nilssonii), l'Oreillard roux (Plecotus auritus), le Murin de Brandt (Myotis brandtii), le Murin de Daubenton (Myotis daubentonii), le Murin à moustache (Myotis mystacinus), le Murin de Bechstein (Myotis bechsteinii), le Petit rhinolophe (Rhinolophus hipposideros), le Grand rhinolophe (Rhinolophus ferrumequinum),,.

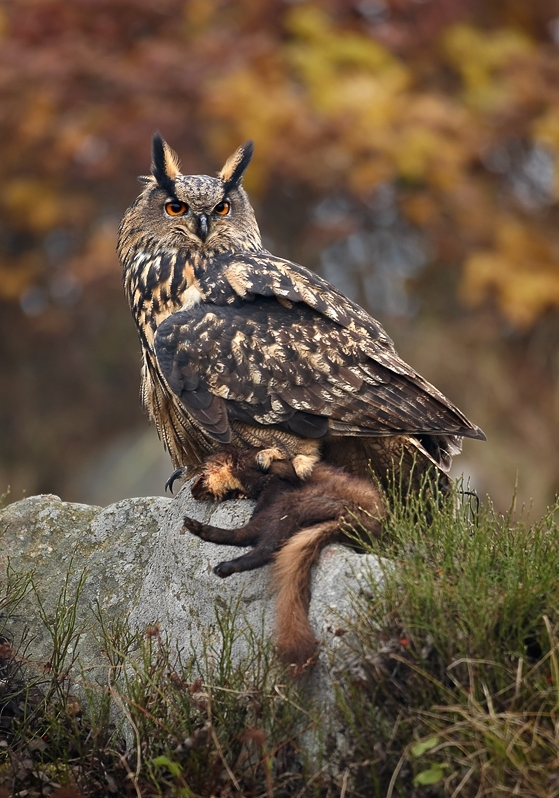
Vue d'un Hibou grand-duc, symbole du parc naturel régional tenant dans ses serres une Martre des pins.

Parmi les oiseaux, le Tarier des prés (Saxicola rubetra) se nourrit d'insectes dans les prairies et pâturages et la Pie-grièche écorcheur (Lanius collurio) peuple les bosquets. Le Pipit des arbres (Anthus trivialis) vit dans les clairières en lisière de forêt. On trouve également à l'étage collinéen le Rouge-gorge familier (Erithacus rubecula), le Pinson des arbres (Fringilla coelebs), la Mésange charbonnière (Parus major), la Sittelle torchepot (Sitta europaea) et le Pouillot véloce (Phylloscopus collybita). La Fauvette à tête noire (Sylvia atricapilla), la Mésange nonnette (Poecile palustris) et la Mésange à longue queue (Aegithalos caudatus) ont une préférence pour les feuillus tandis que le Roitelet huppé (Regulus regulus) et la Mésange noire (Periperus ater) privilégient les résineux. Le Pic épeiche (Dendrocopos major) creuse les troncs d'arbres morts puis laisse la place à la Chevêchette d'Europe (Glaucidium passerinum), alors que la Chevêche d'Athéna (Athene noctua) est menacée dans son milieu naturel en bordure des exploitations agricoles. Le Hibou grand-duc (Bubo bubo) occupe les parois sur le pourtour du massif et dans les gorges. Il côtoie le Tichodrome échelette (Tichodroma muraria), le Martinet à ventre blanc (Tachymarptis melba), l'Hirondelle de rochers (Ptyonoprogne rupestris) et le Faucon pèlerin (Falco peregrinus). La Gélinotte des bois (Tetrastes bonasia) se nourrit de baies. On trouve également dans les hêtraies le Pic noir (Dryocopus martius). L'Alouette des champs (Alauda arvensis) et le Pipit spioncelle (Anthus spinoletta) occupent les pelouses basses. Le Tétras lyre (Lyrurus tetrix), le Merle à plastron (Turdus torquatus) et le Venturon montagnard (Carduelis citrinella) sont adaptés aux milieux ouverts. Le Cincle plongeur (Cinclus cinclus) se nourrit des invertébrés présents le long des cours d'eau. Le Cassenoix moucheté (Nucifraga caryocatactes), le Bec-croisé des sapins (Loxia curvirostra) et l'Autour des palombes (Accipiter gentilis) sont adaptés à l'étage alpin. L'Accenteur alpin (Prunella collaris) et le Chocard à bec jaune (Pyrrhocorax graculus) sont présents dans les parois des plus hauts sommets, tandis que le Lagopède alpin (Lagopus muta) et la Niverolle alpine (Montifringilla nivalis) sont présents uniquement en hiver. L'Aigle royal (Aquila chrysaetos) compte une poignée de couples dans le massif.
Les amphibiens, dont la Grenouille rousse (Rana temporaria), le Crapaud commun (Bufo bufo) et la Salamandre tachetée (Salamandra salamandra), sont caractéristiques des milieux humides.
La Rosalie des Alpes est une espèce de coléoptère qui se reproduit uniquement dans le bois mort de hêtre, alors que le Lucane cerf-volant (Lucanus cervus) requiert la présence du chêne. D'autres représentants de cet ordre, ainsi que celui des lépidoptères (ou papillons), colonisent les milieux herbacés. Ces derniers s'adaptent toutefois à tous les milieux présents dans le massif, à l'instar de l'apollon qui vit dans les pelouses rocailleuses aux alentours de 1 300 mètres d'altitude et se nourrit de plantes grasses. Des espèces d'éphéméroptères, de plécoptères et de tricoptères vivent à proximité du lit des rivières. L'Agrion de Mercure (Coenagrion mercuriale) est présent autour des plans et cours d'eau sur les piémonts.
La Truite fario (Salmo trutta) est présente dans le cours supérieur des Guiers Vif et Guiers Mort et leurs affluents aux eaux froides et oxygénées. L'Écrevisse à pattes blanches (Austropotamobius pallipes), seule espèce de décapode autochtone, n'est plus présente qu'en bordure septentrionale du massif.

### Population

#### Urbanisation

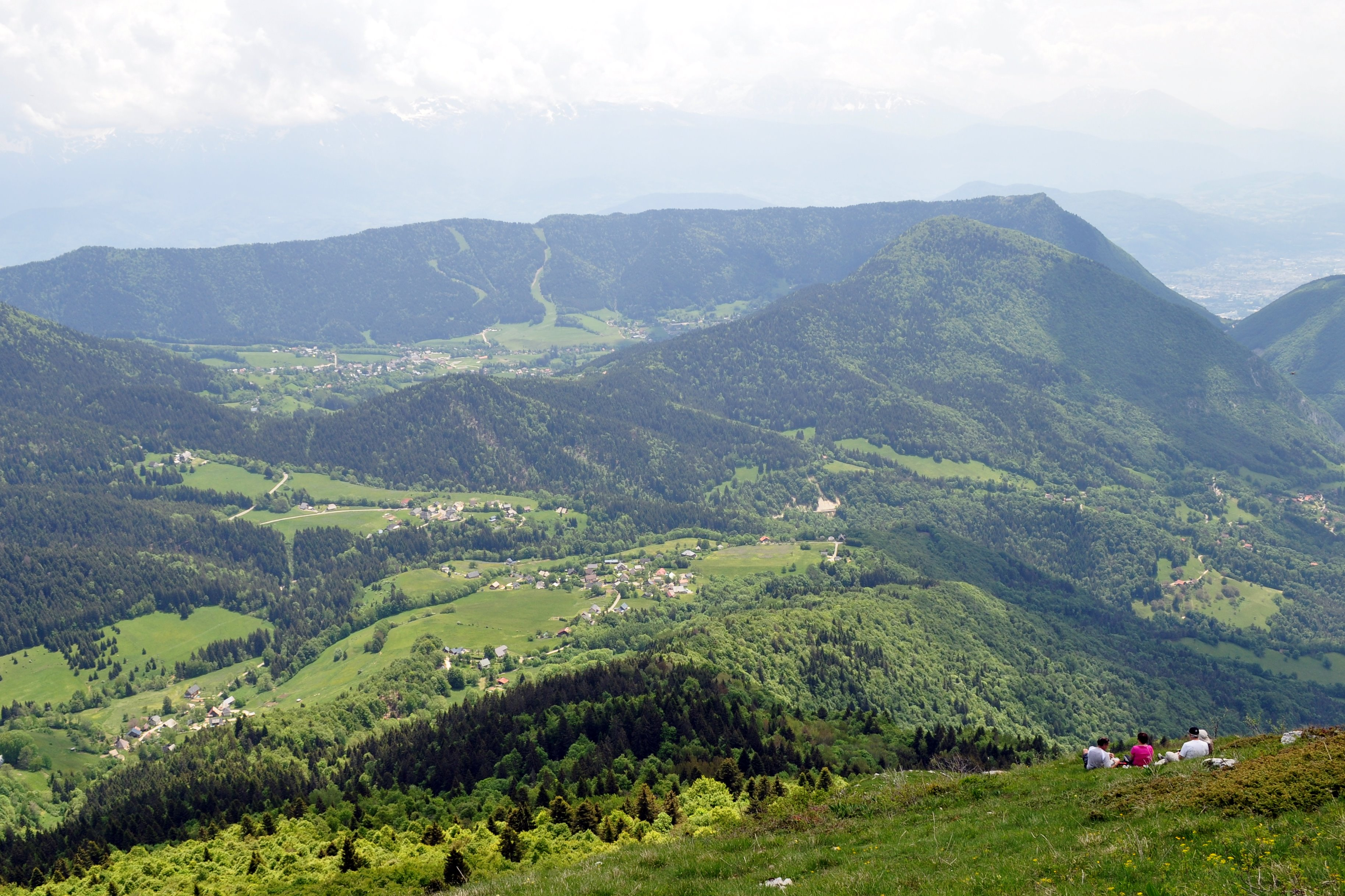
Vue de Sarcenas (centre inférieur) et du Sappey-en-Chartreuse (arrière-plan à gauche) depuis le Charmant Som au nord.

Le massif de la Chartreuse est encadré par deux préfectures : Grenoble (160 000 habitants, 512 000 en incluant toute l'agglomération), chef-lieu de l'Isère, au sud et Chambéry (60 000 habitants, 186 000 en incluant toute l'agglomération), chef-lieu de la Savoie, au nord. Sur le piémont du Grésivaudan, les principales villes sont Crolles (8 000 habitants), Saint-Ismier (6 500 habitants), Corenc (4 000 habitants) et Le Touvet (3 000 habitants). Sur le piémont de la cluse de l'Isère se trouvent Saint-Égrève (16 000 habitants) et Voreppe (9 500 habitants). Au nord du massif, la principale ville est Saint-Laurent-du-Pont (4 500 habitants).
Le massif est constitué par les communes iséroises de Mont-Saint-Martin (80 habitants), Pommiers-la-Placette (500 habitants), Proveysieux (500 habitants), Quaix-en-Chartreuse (900 habitants), Sarcenas (200 habitants), Le Sappey-en-Chartreuse (1 100 habitants), Saint-Pierre-de-Chartreuse (1 000 habitants), qui est la plus étendue du massif avec 80 km2, Saint-Pancrasse (400 habitants), Saint-Hilaire-du-Touvet (1 500 habitants), Saint-Pierre-d'Entremont (Isère) (600 habitants), Saint-Bernard (600 habitants) et Sainte-Marie-du-Mont (200 habitants), et par les communes savoyardes de Corbel (150 habitants), Saint-Pierre-d'Entremont (Savoie) (400 habitants) et Entremont-le-Vieux (600 habitants).

#### Habitat

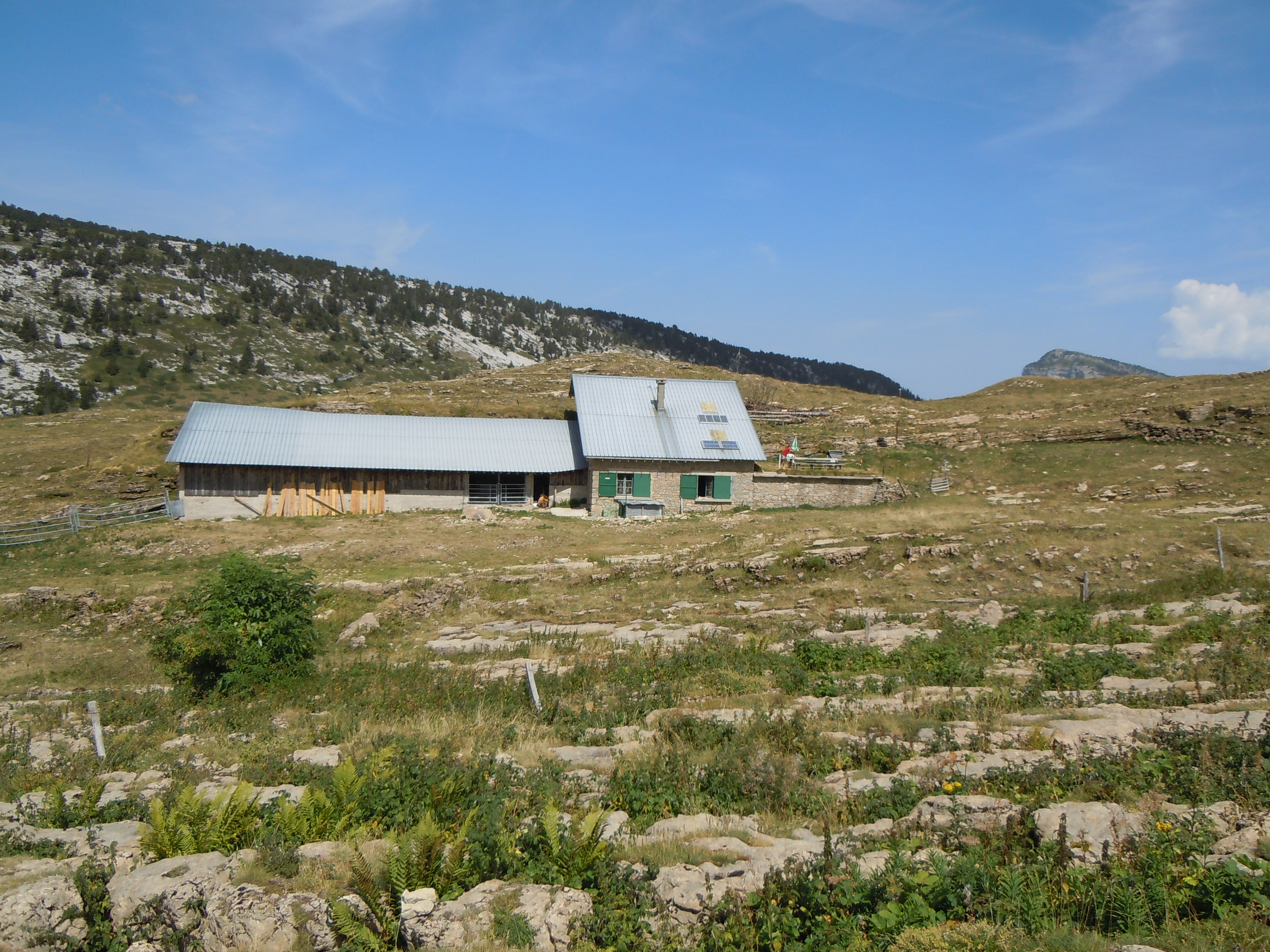
Vue du de Saint-Vincent, exemple d'habitat pastoral, sur le plateau de l'Alpe.

En 2003, les autorités du parc naturel régional de Chartreuse ont effectué un recensement du patrimoine bâti. Il a permis de valoriser notamment l'existence d'un patrimoine rural caractéristique. Le cellier se rencontre généralement au milieu des vignobles, ou plus rarement intégré au village, et comprend habituellement deux niveaux : la cave et parfois une étable se trouvent au rez-de-chaussée, alors que le pressoir pour vinifier le raisin sur place et un logis sommaire occupent l'étage. Le four à pain est un élément utilisé traditionnellement une à deux fois par mois, à usage individuel ou collectif au sein du bourg, mais aujourd'hui laissé à l'abandon, sauf à l'occasion de fêtes de villages. Il est construit à partir de pierre calcaire, de molasse, de mortier à base de chaux et parfois de briques, et couvert par un toit à deux pans. Le grenier est typique des Entremonts. Il est construit en bois dur, essentiellement de l'épicéa, surmonte généralement une cave ou une remise en maçonnerie, et met le grain à l'abri des rongeurs. Ils sont progressivement abandonnés à partir des années 1950. Le habert est utilisé en période d'estive un peu partout dans le massif depuis le XVe siècle. Il se compose fréquemment de deux bâtiments : une vaste étable servant aussi de grange et un bâtiment d'habitation de taille plus modeste, abritant parfois une fromagerie. D'abord occupés par les Chartreux puis par les agriculteurs locaux, ils sont souvent bien conservés. Les granges, à l'instar de celle d'Aiguenoire à Entre-deux-Guiers, et les fermes, comme celle de l'Échaillon à Saint-Laurent-du-Pont, occupent de vastes domaines au nord du massif, mais leur architecture sait s'adapter au milieu montagnard en dissociant les bâtiments. En tout, 38 édifices sont protégés au titre des monuments historiques dans le périmètre du parc.
Avec la rurbanisation et l'attrait exercé par le massif de la Chartreuse, des recommandations ont été édictées pour les nouveaux habitats. Elles rappellent les contraintes exercées par la pente et par le climat (ensoleillement, vent, froid, enneigement), la nécessité de choisir des matériaux durables et les avantages de la filière bois. De plus, le parc s'est engagé dans des réflexions sur les nouvelles formes urbaines et la gestion de l'espace

## Histoire

### Préhistoire
Le peuplement du massif commence par les piémonts et les plateaux. Ainsi, la grotte des Eugles, à 850 mètres d'altitude dans les gorges du Guiers Mort à Saint-Laurent-du-Pont, est investie temporairement dès le Paléolithique moyen. La grotte Jean-Pierre à Saint-Thibaud-de-Couz et l'abri sous roche de la Fru à Saint-Christophe, ouverts vers l'ouest, servent d'abri de courte durée au Paléolithique supérieur. Au Mésolithique, la zone d'occupation monte en altitude, où les forêts sont moins denses et le gibier abondant, comme à l'Aulp du Seuil, à 1 700 mètres d'altitude, dont le site a révélé des pointes de flèches et des silex, ou au vallon de Marcieu. L'habitat se fait plus durable au Néolithique moyen avec l'adoption d'un mode de vie agro-pastoral, puis définitif au Néolithique supérieur, vers 4 000 ans BP. Les premiers alpages sont alors créés par déboisement.
À l'âge du bronze sont produits des pointes de flèches et des haches en bronze, des silex et de la céramique. Des vases originaires de Lombardie sont retrouvés à la grotte de la Rousse, à 1 550 mètres d'altitude à Sainte-Marie-du-Mont. Des monnaies gauloises et des sépultures de l'âge du fer sont mises au jour sur le pourtour du massif.

### De l'Antiquité à l'époque moderne
À l'époque gallo-romaine, le massif est entouré de villas romaines avec de vastes domaines. Celui de la famille Aveia remonte jusqu'aux lances de Malissard, comme l'atteste une inscription dans la pierre. Au sein des montagnes, l'habitat est plus modeste ; des sanctuaires sont dressés. Des carrières sont exploitées, notamment pour extraire la « brèche de Vimines », un marbre rougeâtre utilisé à une échelle régionale jusque dans les années 1950.
À partir du XIe siècle, plusieurs ermitages sont implantés dans le massif, à l'instigation d'une réforme monastique française. Ainsi, en juin 1084, Bruno le Chartreux, accompagné de Landuin, un théologien toscan, Étienne de Bourg et Étienne de Die, chanoines de Saint-Ruf en Dauphiné, le prêtre Hugues, André et Guérin, deux laïcs ou convers, désireux de solitude, d'austérité et de prière, s'y installent à l'invitation de l'évêque Hugues de Grenoble,,. Le domaine s'étend initialement sur environ 1 000 hectares du Grand Som, au Petit Som, puis aux rochers de Pertuis, d'Arpison et de Cambise, jusqu'au Guiers Mort. Ils bâtissent en une année quelques cellules individuelles en bois, une église, un réfectoire et une salle capitulaire, le tout relié par un cloître,. Toutefois, en 1090, Bruno est appelé au Saint-Siège par le pape Urbain II. Dans un premier temps, les moines se dispersent mais Landuin parvient à maintenir la communauté. Vers 1125, Guigues, cinquième prieur de la Grande Chartreuse, finit par rédiger les Consuetudines Cartusiae ou « Coutumes de Chartreuse ». Ce texte devient fondateur pour de nombreuses chartreuses désireuses d'appliquer ce mode de vie,. À cette époque, le domaine s'est largement étendu avec les acquisitions des secteurs de Bovinant (1099-1103), de Vallombré (1103), de Tenaison au nord du col de la Charmette (1107-1109), de l'Orcière (1112) et de Curière (1129), essentiellement utilisés à des fins pastorales. L'entrée du Désert de Chartreuse est contrôlée par un gardien établi sur le pont du Guiers Mort. Le 30 janvier 1132, une avalanche détruit l'ermitage et tue sept moines. Guigues choisit un nouveau site, à l'emplacement actuel du monastère. L'ordre des Chartreux est fondé par son successeur, Anthelme de Chignin, en 1140, après avoir réuni en chapitre général les responsables des autres maisons, la Grande Chartreuse en devenant la maison mère. Anthelme continue d'agrandir le territoire de la Grande Chartreuse vers le secteur de Génieux et de la Charmette, fait élever de nouveaux bâtiments, érige un mur de clôture, établit des aqueducs, développe les fermes et les haberts (Arpison, Billon, Corde, les Rochers, Chartroussette),. Le domaine est marqué, au fil de ses extensions, par des oratoires (Test de Lavines, Nere-Fontaine, Saint-Bruno, Sapinus Terminoru, Orgeval),,. L'ordre trouve son apogée au XVIe siècle. Des portes sont construites sur le cours du Guiers Mort, d'abord celle de l'Œillette entre 1534 et 1543 puis celle de la Jarjatte (ou Fourvoirie) entre 1710 et 1715, en aval, ainsi que la porte de l'Enclos (ou porte du Grand-Logis ou porte de la Paroisse), en amont ; de nombreux ponts, dont certains sont bâtis par les Chartreux, viennent les compléter.

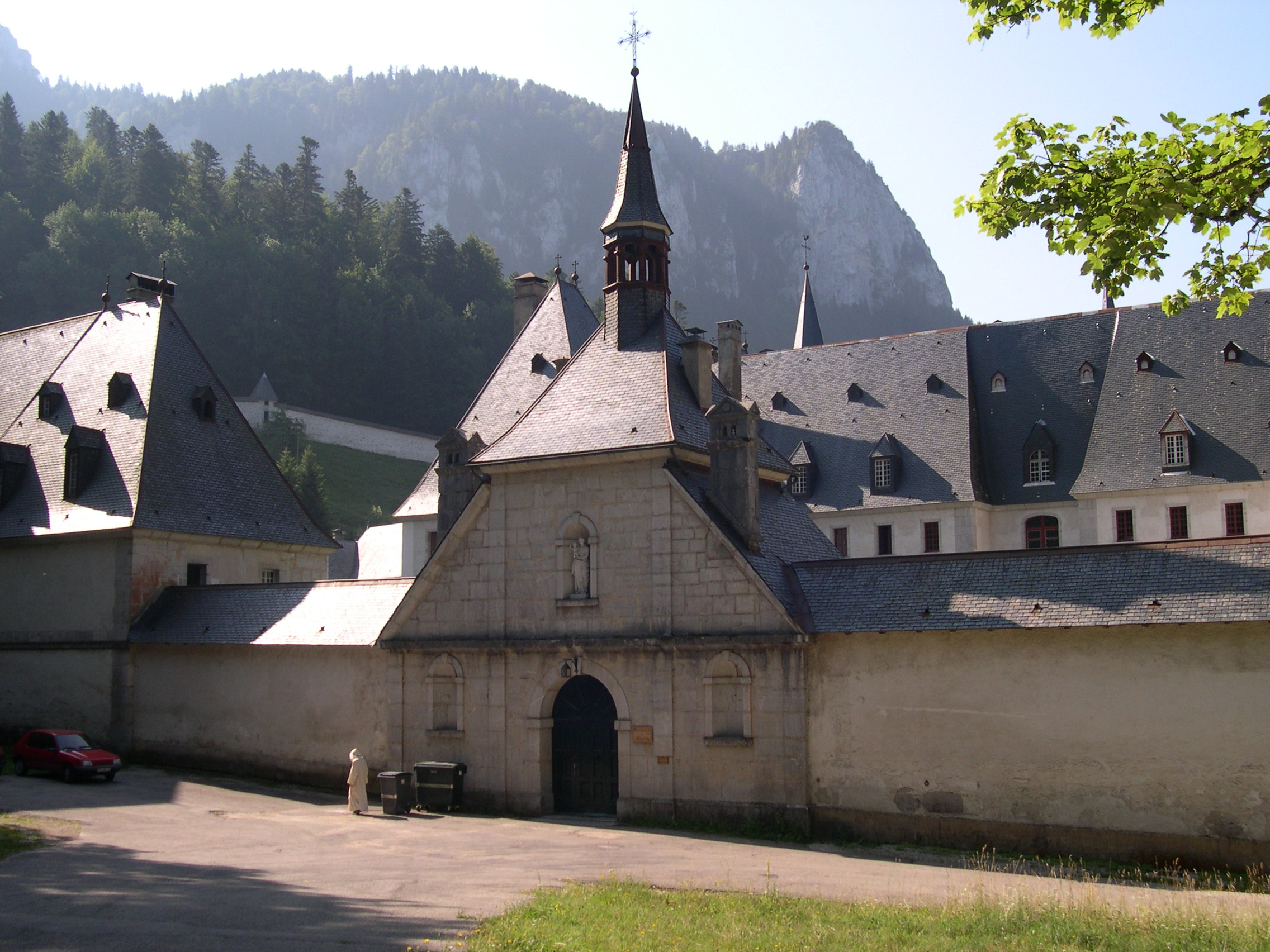
Vue de l'entrée du monastère.
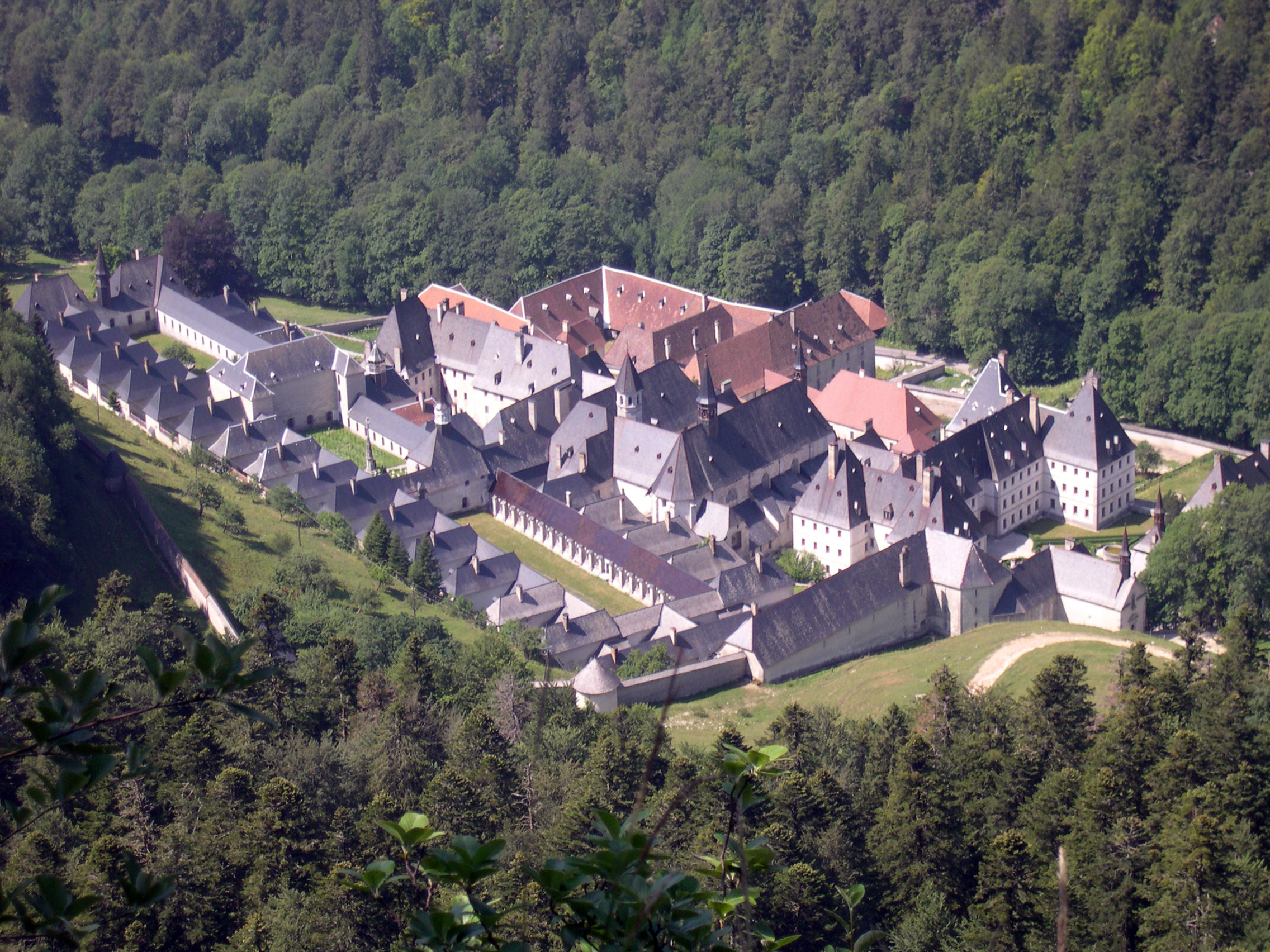
Vue du monastère depuis les pentes du Grand Som.
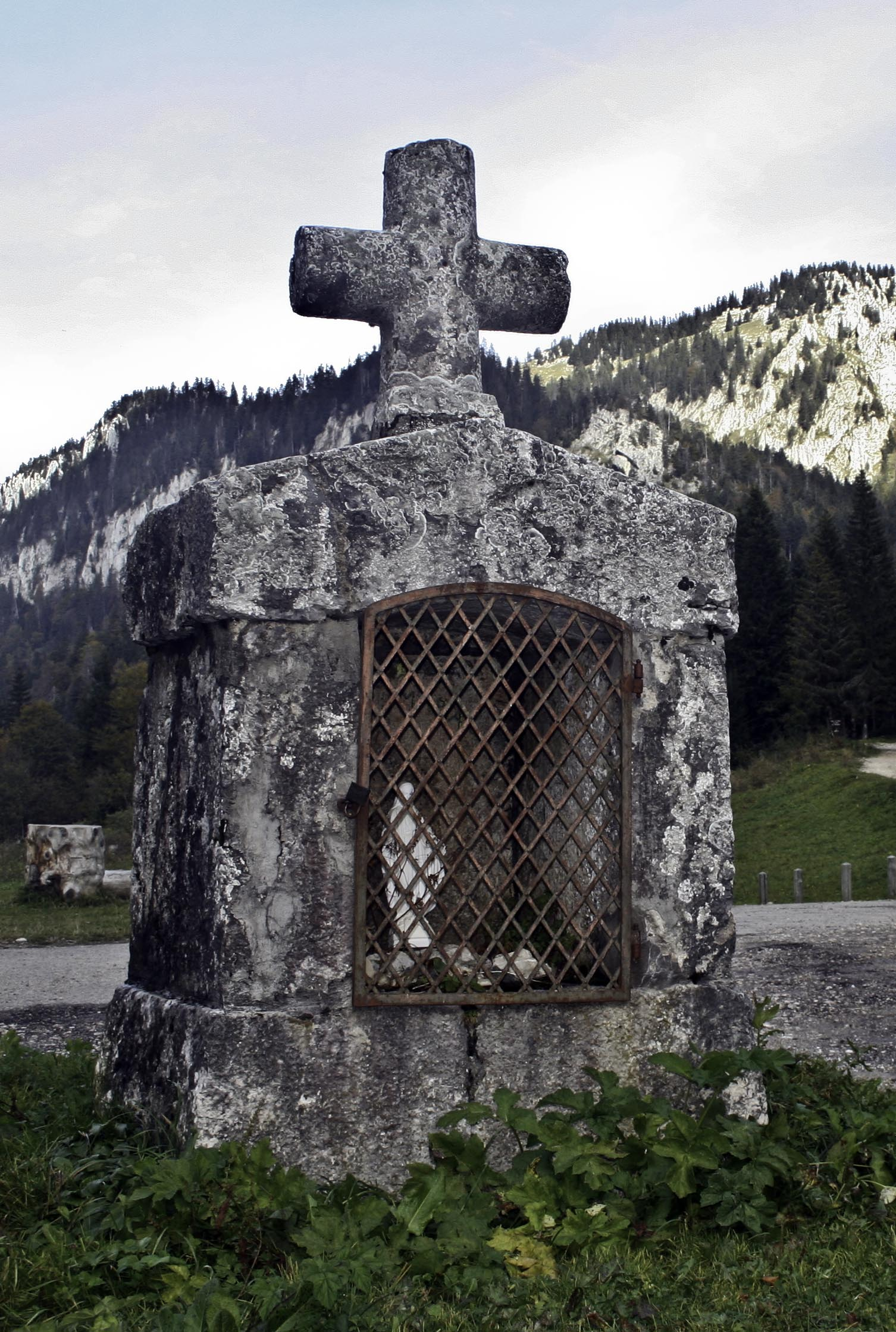
Vue de l'oratoire Saint-Bruno au col de la Charmette.
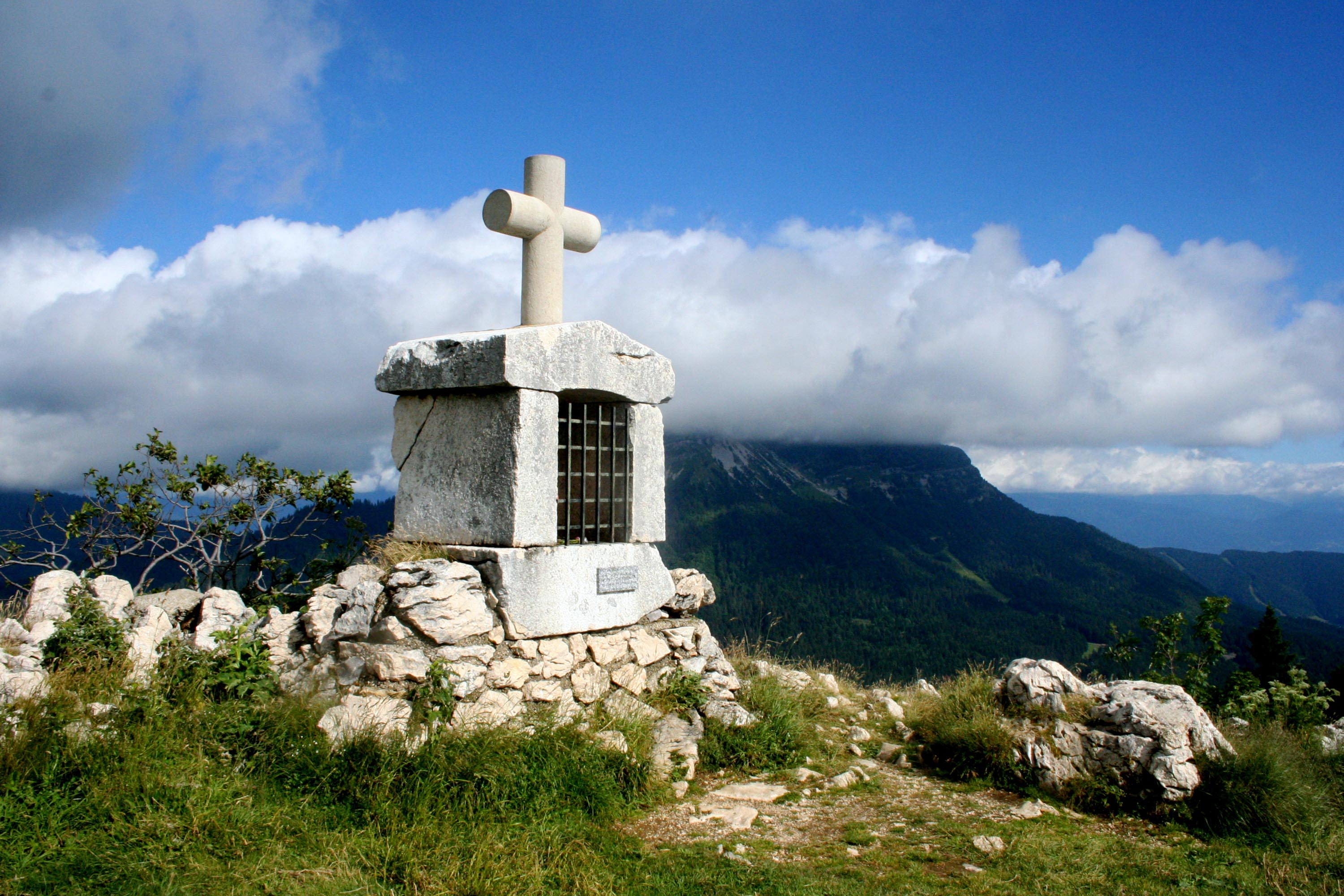
Vue de l'oratoire d'Orgeval au Charmant Som.

Parallèlement, en 1101, Hugues de Grenoble fonde à Voreppe, sur les flancs du massif, l'ermitage de Chalais suivant la règle de saint Benoît. Il est élevé au rang d'abbaye bénédictine en 1124. L'ordre monastique de Chalais naît en 1148 avec la fondation ou la réfection de plusieurs maisons. Au cours du XIIe siècle, il passe de l'apogée au déclin ; ainsi, en 1303, l'abbaye-mère est absorbée par les Chartreux, qui l'occupent jusqu'à la Révolution française. L'ordre est transféré à l'abbaye Notre-Dame de Boscodon puis dissous. L'abbaye de Chalais est occupée par les Dominicains à deux reprises, de 1844 à 1881 et depuis 1963 avec la présence de moniales,,.

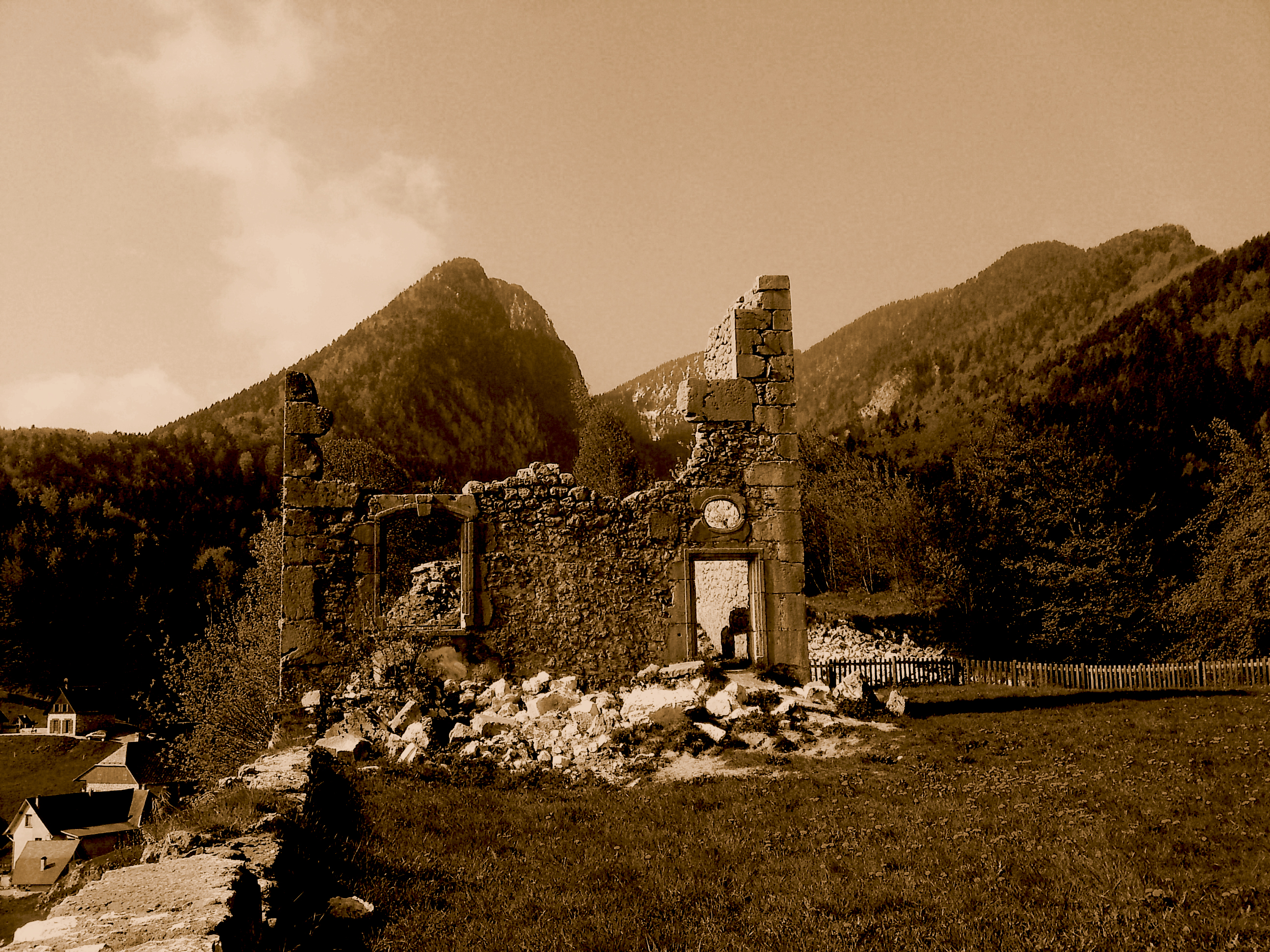
Vue des ruines du château du Gouvernement ou de Saint-Pierre à Saint-Pierre-d'Entremont (Isère).

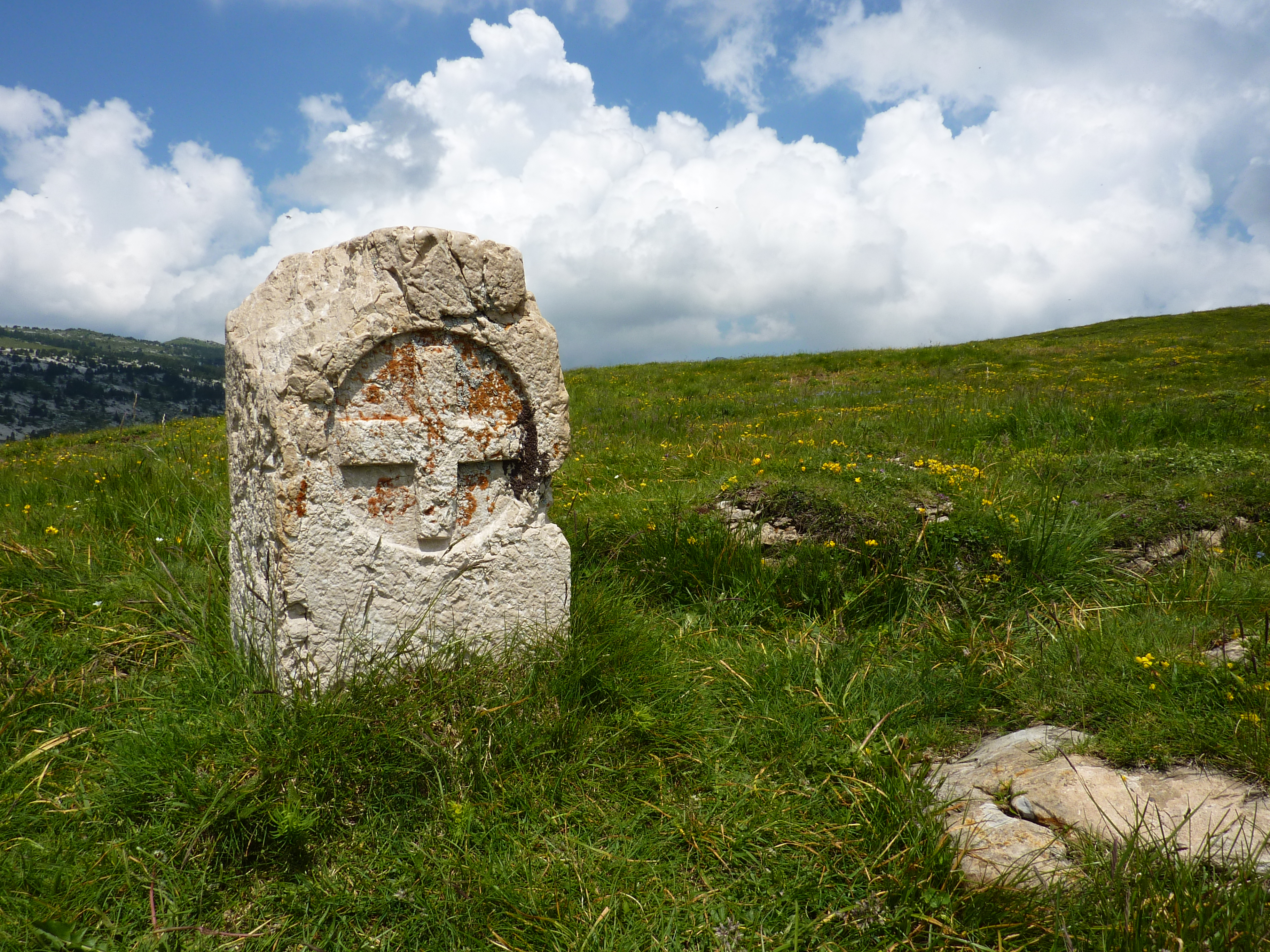
Vue d'une borne frontière près de la croix de l'Alpe.

Au Moyen Âge, le massif de la Chartreuse se trouve à la frontière entre le Dauphiné de Viennois et le comté de Savoie. Des châteaux et maisons fortes sont élevés, englobant parfois des bourgs au sein de leur enceinte, pour asseoir le pouvoir des seigneurs. Aux XIIIe et XIVe siècles, des villes neuves sont créées. En 1349, la province du Dauphiné intègre le royaume de France. En 1355, le traité de Paris permet l'échange de territoires : des enclaves savoyardes en terre dauphinoise sont cédées au nord du massif et le Guiers est défini comme frontière,. Toutefois, en l'absence de précision sur le cours de la rivière, le conflit se prolonge avec la Savoie Propre, sous le duché de Savoie. Un trafic de contrebande de sel, de tabac et d'indiennes, dont l'interdiction est décrétée au XVIIe siècle, auquel prend part Mandrin, se met en place. Le conflit limitrophe n'est résolu qu'en 1760 avec le traité de Turin. Le Guiers Vif sert finalement de frontière ; des bornes calcaires sont érigées sur les hauts plateaux, avec un double emblème de la France et de la Savoie. En 1860, avec le dernier traité de Turin, ces démarcations deviennent de simples limites départementales.
Dans la nuit du 24 au 25 novembre 1248 survient l'éboulement de la face nord du mont Granier, alors appelé Apremont. Une partie de la corniche calcaire s'écroule sur les talus marneux gorgés d'eau, ce qui entraîne un glissement de terrain et des coulées de boue. La paroi de la montagne est déstabilisée et s'effondre à son tour. Les éboulis s'étendent sur près de huit kilomètres vers la trouée des Marches, rasent totalement cinq paroisses en tuant un à deux milliers de personnes, et forment les abymes de Myans. Cet événement fait l'objet de nombreuses chroniques, notamment par des moines, et même de légendes. Dès le siècle suivant, les abymes sont plantés de vignes.

### Essor économique
Avant la fin du XIXe siècle, l'agriculture en Chartreuse est basée sur une économie de subsistance, avec une production autarcique, le surplus étant vendu sur les marchés de la région. Les cultures sont dominées par les céréales : blé tendre, seigle, orge et avoine. Les versants orientaux et méridionaux sont utilisés pour la viticulture mais l'essentiel de la production est consommé sur place. Le plateau des Petites Roches est réputé pour son foin ; l'excédent est stocké dans le Grésivaudan puis livré par voie navigable ou ferroviaire. Le chanvre est utilisé dans le tissage. L'élevage est longtemps pratiqué par les communautés religieuses. Les peaux sont utilisées pour les manuscrits et la production fruitière. Les ovins et les caprins entraînant des dégradations sur la végétation, ils sont remplacés à partir des XVIIIe et XIXe siècles par des vaches laitières et par des bœufs qui sont engraissés puis revendus en plaine pour le travail des champs. La sériciculture est pratiquée à l'échelle artisanale, à domicile, au XIXe siècle, comme complément de revenus. Le développement des routes, la mécanisation et la hausse des rendements ont modifié ce modèle agricole et favorisé le retour de la forêt. Celle-ci avait été déboisée au Moyen Âge afin d'ouvrir de nouvelles parcelles agricoles, de fournir des matériaux de construction et de servir de combustible domestique. Divers objets artisanaux sont fabriqués à partir du bois. Vers le XVIIIe siècle, la Marine royale s'approvisionne en mâts dans le massif. Le charbonnage permet d'alimenter, jusqu'au début du XXe siècle, les forges, les hauts-fourneaux et les tuileries de la région. C'est une spécialité des Italiens, notamment de la province de Bergame, dont certains s'installent durablement en Chartreuse.
L'énergie hydraulique est employée dans le massif dès le Moyen Âge et jusqu'au début du XXe siècle pour actionner moulins, pressoirs et autres battoirs. À partir des années 1890, à l'instigation de personnalités comme Félix Poulat et Auguste Bouchayer, cette énergie est transformée en électricité pour l'industrie et l'éclairage public, à partir de centrales installées notamment sur la Vence et le Guiers Vif. À Saint-Pierre-d'Entremont (Savoie), l'eau d'une source aux propriétés sulfureuses est exploitée en étant mise en bouteille à partir de 1777, puis une société prévoit en 1893 d'ouvrir un établissement pour curistes mais la proximité de Challes-les-Eaux est une concurrence trop forte.

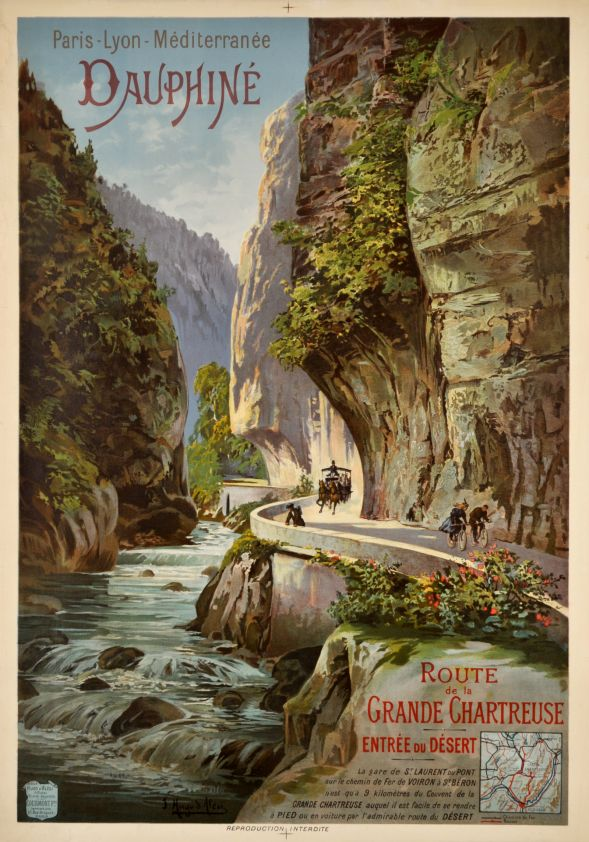
Affiche de la Compagnie des chemins de fer de Paris à Lyon et à la Méditerranée (PLM) : « Dauphiné - Route de la Grande Chartreuse, entrée du Désert », 1895.

Les pierres issues des carrières du massif ont plusieurs vocations : matériau de construction, transformation en chaux ou en ciment au Sappey-en-Chartreuse, à Montagnole, à Saint-Martin-le-Vinoux et à Voreppe, meule à grains à Saint-Christophe, à Quaix-en-Chartreuse, à Corbel, à Proveysieux, à Mont-Saint-Martin, à Saint-Pancrasse ou encore au Fontanil-Cornillon. Là où la production de ces dernières s'arrête avec l'arrivée du chemin de fer, la cimenterie est au contraire dynamisée au XIXe siècle. Le sable et l'argile sont également exploités dans la construction, ainsi que dans la tuilerie, la verrerie, la fabrication de briques réfractaires et de moules de fonderie, par exemple sur les sites de Saint-Jean-de-Couz et de Proveysieux.
Du minerai de fer est présent en petite quantité dans le massif, notamment à la mine de Bovinant exploitée au moins depuis le XIIe siècle et jusqu'au XVIIIe siècle, pour être transformé dans les hauts-fourneaux de Noirfond à Saint-Pierre-d'Entremont (Isère) et de Fourvoirie à Saint-Laurent-du-Pont,. D'autres gisements sont présents au col du Cucheron et au nord de la Charmette près de Curière.
Le tourisme se développe à partir du XIXe siècle par le biais du développement du réseau routier. Les anciens chemins muletiers sont élargis et rénovés, de nouvelles routes en encorbellement et des ponts sont construits, des tunnels sont percés. Les transports en commun et les voies ferrées sur le pourtour du massif facilitent son accès. Ce secteur d'activité est encouragé par le Touring club de France au début du XXe siècle. Des hôtels ouvrent leurs portes et le premier syndicat d'initiative de France est créé à Saint-Pierre-de-Chartreuse. Outre le monastère de la Grande Chartreuse, qui polarise l'intérêt des touristes, les sites des gorges du Guiers Mort et des gorges du Guiers Vif, du cirque de Saint-Même à la source de ce dernier, ou encore du Charmant Som offrent des paysages pittoresques. Aussitôt apparu dans les Alpes, le ski alpin fait l'objet d'un concours régional au Sappey-en-Chartreuse en 1907. Deux décennies plus tard, deux nouvelles stations ont vu le jour, à Saint-Pierre-de-Chartreuse, où une piste de bobsleigh est tracée au nord de la dent de Crolles, et au col de Porte.

### Occupation militaire

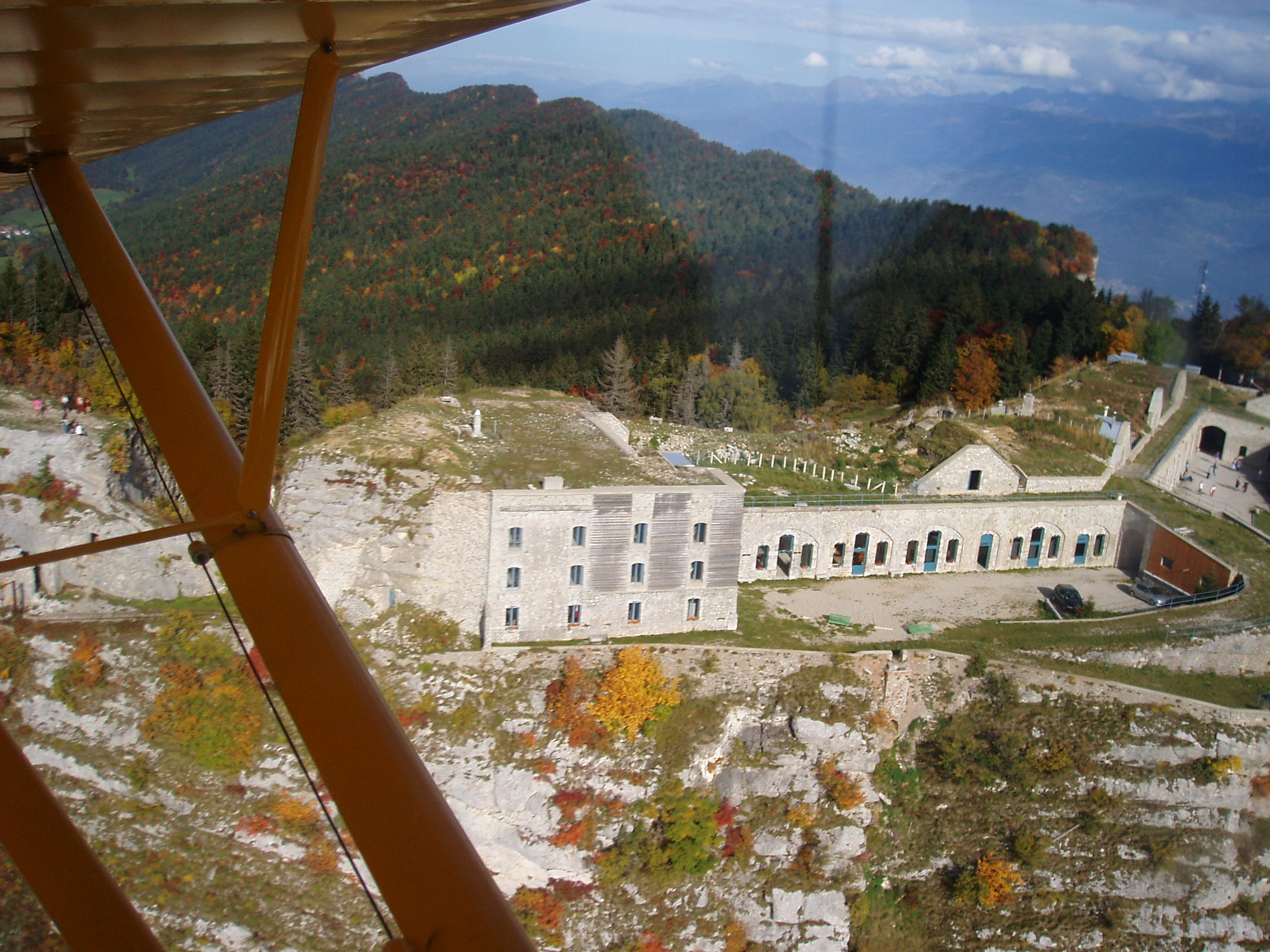
Vue aérienne du fort du Saint-Eynard.

Après la construction du fort de la Bastille de 1824 à 1847, au-dessus de Grenoble à l'extrémité méridionale de la Chartreuse, et après la défaite lors de la guerre franco-allemande de 1870, deux nouveaux forts viennent compléter dans le massif la ceinture fortifiée de la ville en 1879 : celui du Saint-Eynard sur le mont éponyme au Sappey et, en dessous, celui du Bourcet à Corenc. Ils sont renforcés par les batteries du Néron et du Rachais. Ces dispositifs défensifs s'inscrivent dans le système Séré de Rivières. Ils n'ont jamais servi dans le cadre d'un conflit.

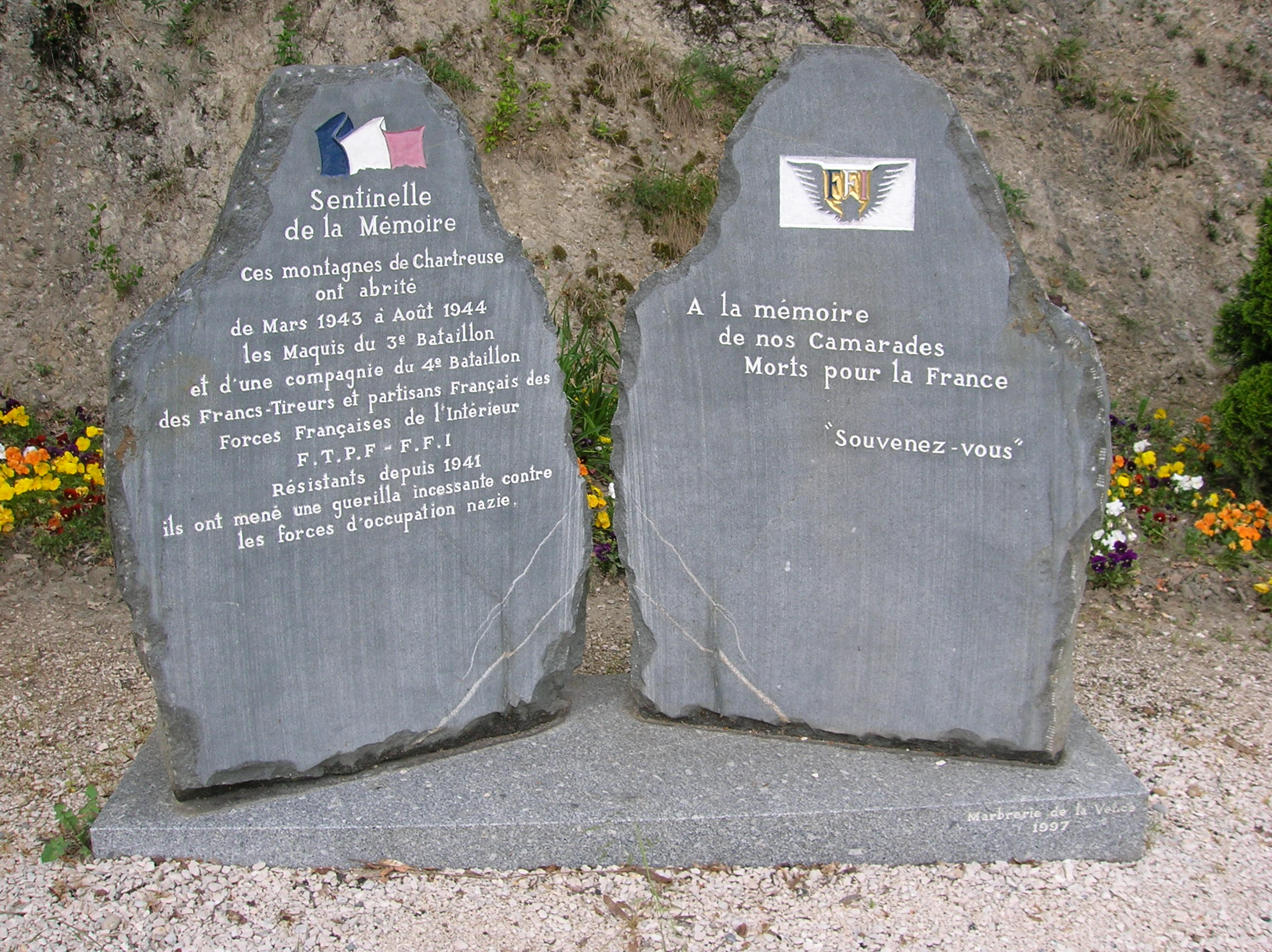
Vue du mémorial du maquis de la Chartreuse aux portes du massif (Saint-Égrève).

Durant l'entre-deux-guerres, plusieurs sanatoriums ouvrent leurs portes à Saint-Hilaire, sur le plateau des Petites Roches,. Le funiculaire de Saint-Hilaire-du-Touvet est mis en service en 1924. Dès le début de la Seconde Guerre mondiale, les sanatoriums du Rhône et des Étudiants accueillent de faux malades, juifs, résistants et jeunes voulant échapper au service du travail obligatoire, certains gagnant par la suite la Suisse,. Au fort Barraux sont internés des militaires sanctionnés, puis jusqu'en 1942 des prisonniers politiques, des juifs étrangers, des trafiquants et des condamnés de droit commun. Par la suite, jusqu'en 1947, sont emprisonnés des militaires allemands. À partir de mars 1943, les maquis s'organisent autour de personnalités, à l'instar de l'abbé Pierre qui fonde le maquis Palace avec André Demirleau de Voreppe. Bien moins connus que le maquis du Vercors voisin, car moins importants en termes d'effectifs, ils accueillent cependant des troupes du 3e bataillon et d'une compagnie du 4e bataillon des Francs-Tireurs et Partisans français des Forces françaises de l'intérieur, ainsi que des membres de l'Armée secrète. Des armes et des munitions sont dissimulées, des sabotages sont effectués. Les Chartreux aident à cacher hommes et matériel. En raison d'attaques répétées par l'armée italienne, le maquis Palace finit par se réfugier à Malleval-en-Vercors, dans le Vercors, où il est anéanti le 29 janvier 1944.

## Activités

### Tourisme et infrastructures

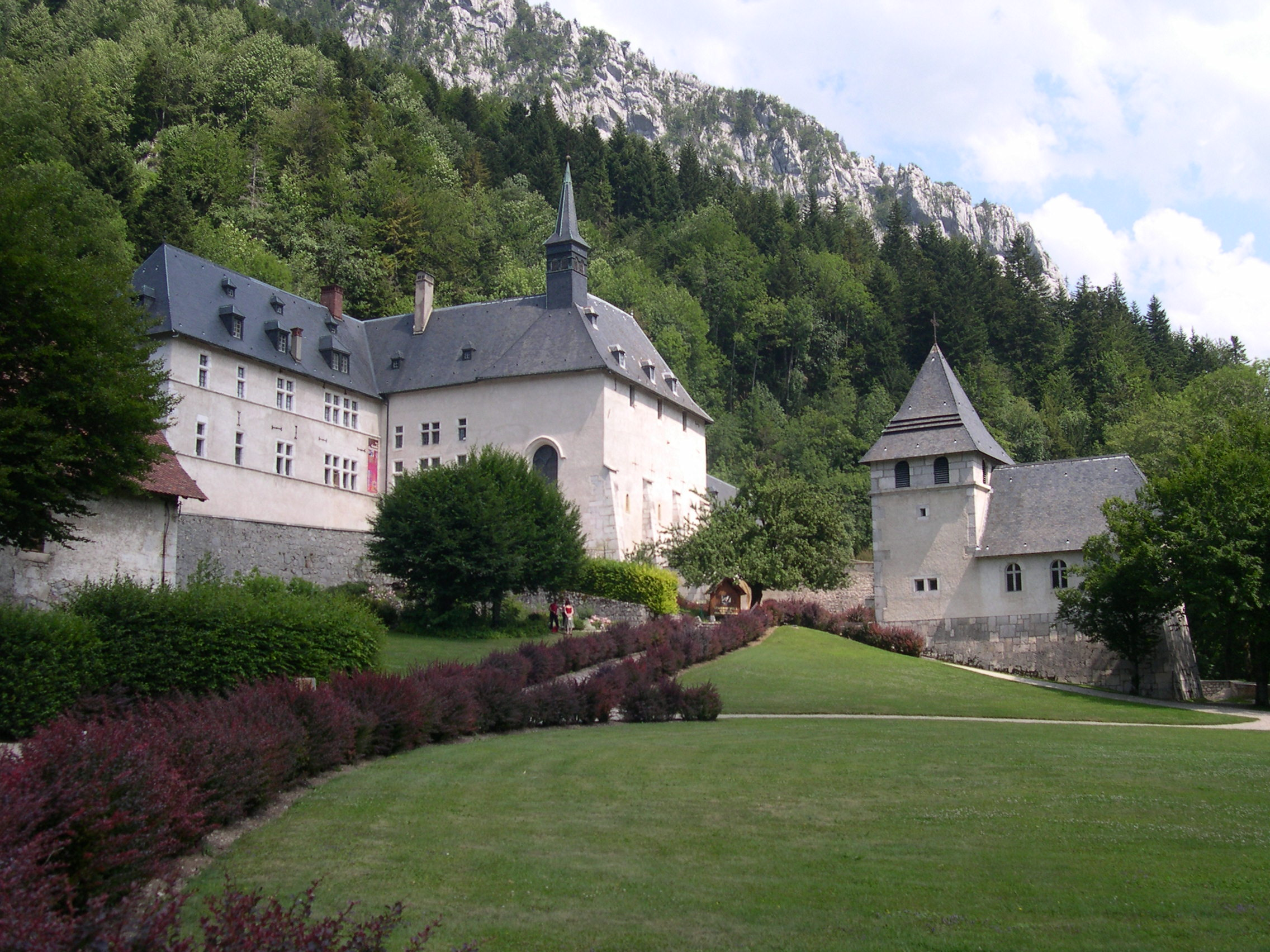
Vue de la Correrie du monastère, siège du musée.

Le monastère de la Grande Chartreuse ne se visite pas — il est même interdit de le survoler —, mais un musée est installé à la Correrie, en aval, où l'on peut voir des reconstitutions de cellules de moines. La liqueur des pères chartreux, ou chartreuse, historiquement produite à Voiron, au pied du massif, est désormais distillée sur le site d'Aiguenoire à Entre-deux-Guiers. Il y en a deux types, la jaune et la verte, chacune avec un goût différent, et un élixir à forte teneur en alcool.
Le musée de l'Ours des cavernes se situe à Entremont-le-Vieux et propose de découvrir la préhistoire de la balme à Collomb à la suite de la découverte en 1988 d'un gisement d'os sur ce site à flanc du Granier. Au hameau de Saint-Hugues-de-Chartreuse se trouve le Musée d'art sacré contemporain exposant 111 œuvres d'Arcabas réalisées sur une période de trente ans. En plus du fort du Saint-Eynard et du funiculaire de Saint-Hilaire-du-Touvet, qui attirent des touristes, divers édifices religieux, ponts, grottes et châteaux sont classés monuments historiques.
La route du végétal a été créée par l'association Jardins du Monde Montagnes en partenariat avec les parcs naturels régionaux de Chartreuse et du massif des Bauges afin de valoriser, par des expositions, des jardins, des sentiers botaniques, des ateliers, de l'artisanat local, les plantes de montagne et faire connaître leurs vertus médicinales et gastronomiques. Du printemps au début de l'hiver, neuf jardins ethnobotaniques sont ouverts sur le territoire du parc. De plus, à la suite d'un inventaire du patrimoine ethnobotanique, une exposition itinérante comportant treize panneaux permet de découvrir douze plantes emblématiques : l'arnica, l'arquebuse (ou aurone), la Grande berce (ou Berce sphondyle), la Botryche lunaire, le chanvre, le cyclamen, le frêne, la gentiane, la Mélisse des bois (ou Calament à grandes fleurs), l'ortie, le Sureau noir et la vulnéraire,.
Le parc naturel régional anime des projets pédagogiques de sensibilisation aux richesses naturelles et historiques du massif, notamment dans le cadre scolaire.
En tout, le tourisme engendre 1 200 emplois dans le parc. Celui-ci reçoit 1,5 million de visiteurs par an.

### Activités sportives

#### Sports d'hiver
En hiver, le massif de la Chartreuse offre des espaces pour la pratique du ski alpin, du ski nordique, du ski de randonnée, du ski freestyle, de la raquette à neige, voire de la luge.

Vue du domaine de ski nordique du Désert d'Entremont.

Les principales stations de ski alpin comprennent :
- Saint-Pierre-de-Chartreuse/Le Planolet, principale station du massif avec une télécabine, comportant deux télésièges, treize téléskis et deux télécordes ESF ;
- Saint-Hugues-de-Chartreuse/Les Égaux, site idéal pour les débutants, comportant quatre téléskis ;
- le col de Porte, à Sarcenas, comportant un télésiège et cinq téléskis ;
- les Petites Roches, à Saint-Hilaire-du-Touvet, en bordure du massif, sur le plateau des Petites Roches qui surplombe la vallée du Grésivaudan, comportant cinq téléskis ;
- Le Sappey-en-Chartreuse, station la plus proche de Grenoble, comportant 5 téléskis ;
- le Granier, à Entremont-le-Vieux, comportant quatre téléskis ;
- le Désert d'Entremont, à Entremont-le-Vieux, faisant face à la précédente et comportant trois téléskis ;
- le col de Marcieu, sur le plateau des Petites Roches, sur la commune de Saint-Bernard-du-Touvet, comportant trois téléskis et un tapis.

Les principales stations de ski nordique, présentant plus de 200 kilomètres de pistes, comprennent :
- Saint-Hugues-de-Chartreuse, présentant 62 kilomètres ;
- Le Désert d'Entremont, présentant 45 kilomètres et qui a également développé la pratique de la raquette ;
- Le Sappey-en-Chartreuse, présentant 42 kilomètres ;
- La Ruchère, à Saint-Christophe-sur-Guiers, présentant 35 kilomètres ;
- le col de Marcieu et Saint-Hilaire-du-Touvet, présentant 25 kilomètres auxquels s'ajoute la liaison de 21 kilomètres aller-retour entre les deux domaines ;
- le col de Porte, à Sarcenas, présentant 15 kilomètres ;

Le site de Saint-Hugues est relié à celui du Sappey par une piste empruntée par la Traversée de Chartreuse, une épreuve sportive longue de 28 kilomètres, ainsi qu'à celui du col de Porte.

#### Randonnée

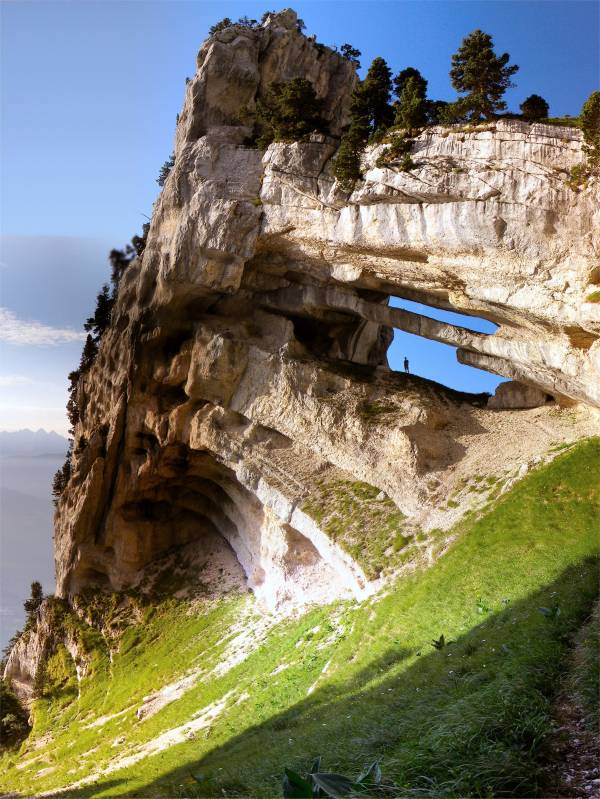
Vue de la tour Percée, double-arche naturelle découverte seulement en 2005 et accessible en randonnée pédestre.

Le parc naturel régional de Chartreuse abrite 1 300 kilomètres de sentiers de randonnée pédestre. Généralement, les promenades durent une demi-journée ou une journée au départ des cols et en direction des sommets. Les passages les plus techniques sont fréquemment équipés de câbles. Toutefois, la présence du GR 9, qui traverse notamment la réserve naturelle des Hauts de Chartreuse, de l'extrémité méridionale du GR 96, qui aboutit à Entremont-le-Vieux, et du GR du Tour de Chartreuse nécessite au moins deux jours de marche à travers le massif. La pratique du bivouac est cependant peu développée en raison de l'offre d'hébergement des randonneurs pour la nuit.

#### Escalade
La pratique de l'escalade est largement répandue en Chartreuse grâce aux nombreuses parois mais quelques sites concentrent une majorité des voies : la dent de Crolles, le rocher du Midi et le mont Granier sur la façade orientale du massif, et dans une moindre mesure Chamechaude. Ouvertes dès les années 1920, elles présentent tous les types de difficultés,,. Plus récemment, des via ferrata ont été aménagées dans les escarpements. Des parcours de grimpe d'arbres ont été ouverts à Saint-Pierre-de-Chartreuse, au Sappey-en-Chartreuse, à Saint-Pierre-d'Entremont et à Saint-Bernard.

#### Spéléologie

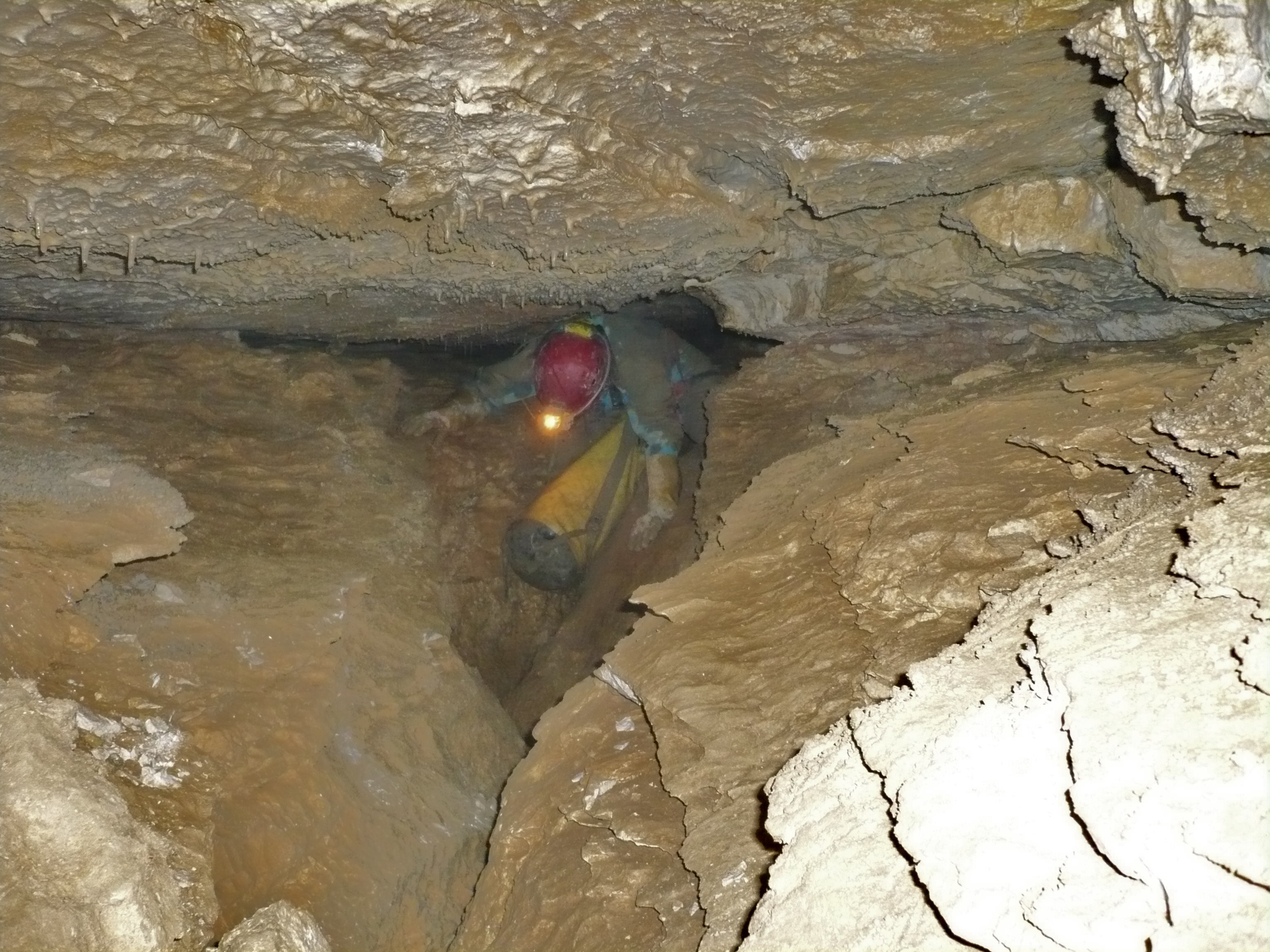
Méandre dans la traversée gouffre Bob Vouay - grotte Chevalier.

Les cavités de Chartreuse présentent pour la plupart d'importantes verticalités, avec quelques entrées par des gouffres et des puits dépassant pour certains les cinquante mètres de hauteur. Les méandres sont parfois longs et tortueux. De plus, les entrées se trouvent souvent en altitude, nécessitant une longue marche d'approche en terrain vertigineux. Trois réseaux karstiques comptent une soixantaine de kilomètres de galeries explorées : la dent de Crolles, le mont Granier et celui du plateau de l'Alpe. Ils se caractérisent par leurs possibilités de traversées, qui ont fait leur réputation. Parmi les autres cavités techniques figurent le gouffre de Génieux, le réseau Ded du Charmant Som, le puits Francis par le trou Baisant au Grand Som, le gouffre Marco-Polo à La Ruchère ou encore le gouffre Christine à la Cochette. Il existe quelques exceptions permettant une initiation à la spéléologie : la grotte Chevalier, le trou du Glaz et la résurgence du Guiers Mort à la dent de Crolles, la grotte du Guiers Vif au cirque de Saint-Même, la grotte de Pin-Cherin au Granier, la grotte du Curé dans les gorges du Guiers Vif et la grotte de la Cambise dans celles du Guiers Mort,.

#### Vol libre
Le massif de la Chartreuse est réputé pour ses sites de vol libre. Ce sport a fait naître dans le massif une activité économique spécifique (commerces d'équipements, cours de parapente, tourisme spécialisé).
Créée en 1974, la coupe Icare est la plus ancienne manifestation mondiale de vol libre, et reste une des plus importantes. Elle se déroule chaque année en septembre pendant quatre jours à Saint-Hilaire-du-Touvet, commune déléguée de celle de Plateau-des-Petites-Roches, l'atterrissage se faisant à Lumbin, dans la vallée du Grésivaudan au nord de Grenoble. En 2018, la manifestation a accueilli 90 000 spectateurs.

### Agriculture

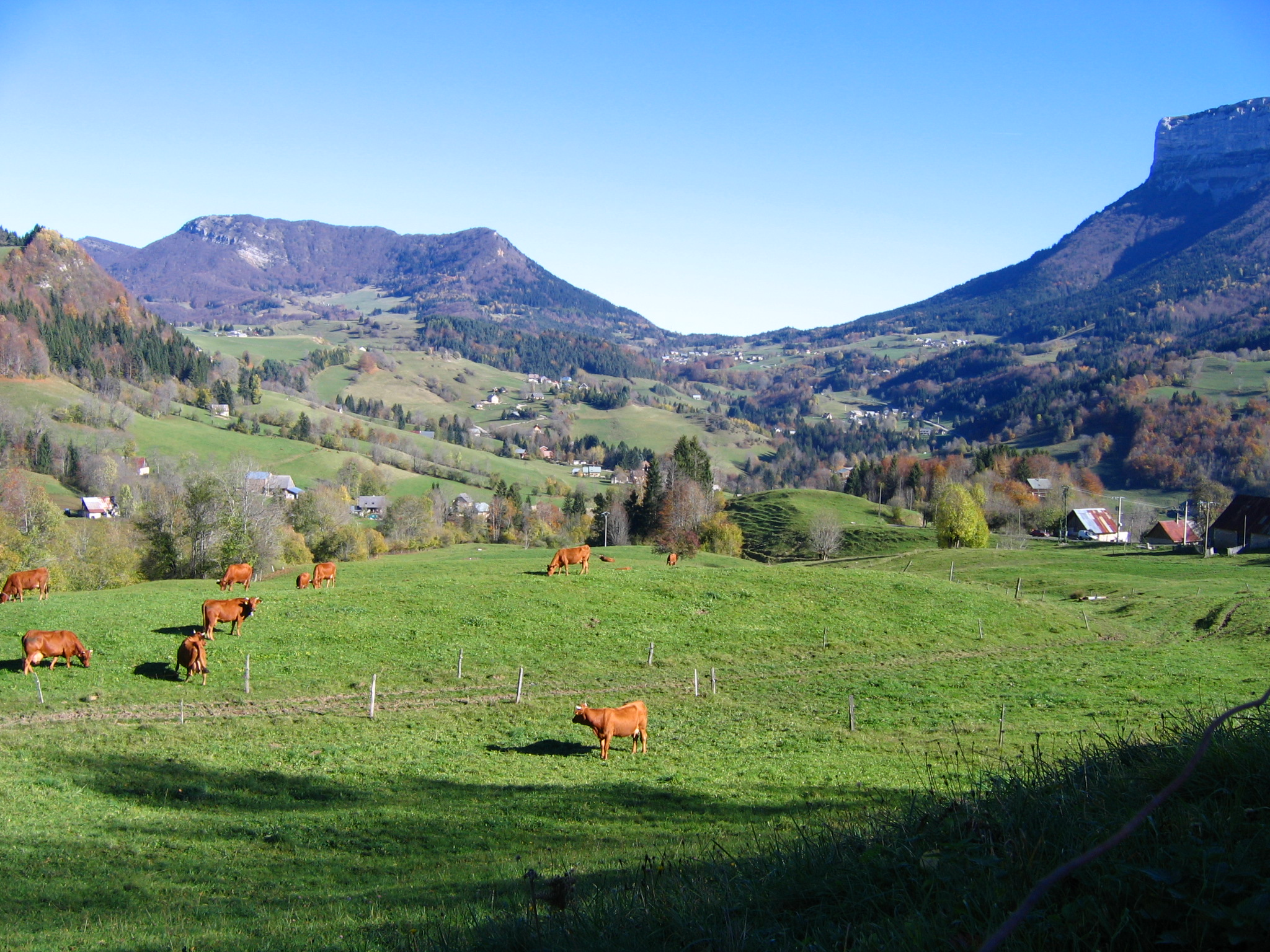
Vue de pâturages dans la vallée des Entremonts.

La sylviculture et le travail du bois, l'élevage, la production laitière et la viticulture sont des activités économiques de premier plan dans le massif. Quelque 400 exploitations agricoles sont présentes pour 800 emplois directs engendrés dans le secteur, auxquels s'ajoutent 400 emplois dans la filière bois.
Ces exploitations détiennent 21 000 hectares de surface agricole, parmi lesquels 8 000 hectares d'alpages, essentiellement sur les Hauts de Chartreuse, et 85 % de prairies naturelles. Près de 3 000 vaches à viande et 3 700 laitières, qui produisent 18 millions de litres, sont élevées, dont 800 rien qu'en alpages qu'elles partagent avec 3 500 ovins. Leur abandon entraînerait le retour de la forêt mais leur surexploitation fragiliserait la végétation basse et dégraderait les sols,. Les appellations d'origine contrôlée (AOC) vin de Savoie des Abymes et Apremont sont certifiées depuis 1973. La production s'élève à 44 000 hectolitres pour 700 hectares de vignes plantés détenus par 150 exploitants sur cinq communes de l'extrémité nord-est du massif. Du miel, des œufs, des volailles, des légumes ou encore des fleurs sont aussi produits.
La forêt représente 60 à 70 % de la superficie du massif. Les forêts domaniales, dont celle de la Grande Chartreuse qui est la plus vaste des Alpes et de Rhône-Alpes, et communales représentent respectivement 22 et 23 % du couvert forestier, soit près du double en termes de forêt publique de l'ensemble du territoire métropolitain. Une grande partie de ce bois bénéficie de certifications de gestion durable et une démarche de certification AOC a été initiée en 2008. Grâce aux travaux d'un comité interprofessionnel constitué à l'instigation des autorités du parc, l'appellation d’origine contrôlée du Bois de Chartreuse est officialisée en 2017, puis publié au Journal officiel du 23 octobre 2018. Ce bois sert aussi bien dans l'ébénisterie que dans la construction et le chauffage. Les espèces pour produire le Bois de Chartreuse sont le Sapin pectiné (Abies alba) et l'Épicéa commun (Picea abies). Il est produit et transformé sur le territoire de 134 communes de l'Isère et de la Savoie,,.

### Protection environnementale

Logo du parc naturel régional de la Chartreuse.

Depuis le 6 mai 1995, le parc naturel régional de la Chartreuse englobe l'ensemble du massif et les zones naturelles avoisinantes. Il couvre 767 km2 depuis la révision de sa charte en 2008, soit 41 communes en Isère et 19 en Savoie, pour une population totale d'environ 50 000 habitants. Il a pour mission : la protection et la gestion du patrimoine naturel, culturel et paysager ; l'aménagement du territoire ; le développement économique et social ; l'accueil, l'éducation et l'information ; l'expérimentation.
La réserve naturelle nationale des Hauts de Chartreuse a été créée le 1er octobre 1997. Elle regroupe sept communes d'Isère et quatre de Savoie, sur 4 432 hectares et vingt kilomètres de long. Sa gestion est assurée par le parc naturel régional depuis 2001. Elle est reconnue depuis 2002 comme zone Natura 2000 destinée à préserver la biodiversité et depuis 2013 comme site d'intérêt communautaire (SIC). De même, la zone Natura 2000 des ubacs du Charmant Som et gorges du Guiers Mort s'étend sur 2 329 hectares du versant septentrional de la montagne au col de la Grande Vache à l'ouest ; elle est gérée par le parc naturel régional depuis 2009 et reconnue comme SIC,. La zone Natura 2000 de l'Avant-Pays savoyard est constituée de seize secteurs, pour une superficie totale de 3 125 hectares, dont la rive droite des gorges du Guiers Vif ; elle est gérée par le syndicat mixte de l'Avant Pays-Savoyard et classée en zone de protection spéciale (ZPS),,.
Le col du Coq, jusqu'au mont Pravouta (1 760 m) au nord, est déclaré en espace naturel sensible (ENS) afin de protéger la flore alpine et la faune sauvage.
Le massif compte aussi une quarantaine de zones naturelles d'intérêt écologique, faunistique et floristique (ZNIEFF) de type I.

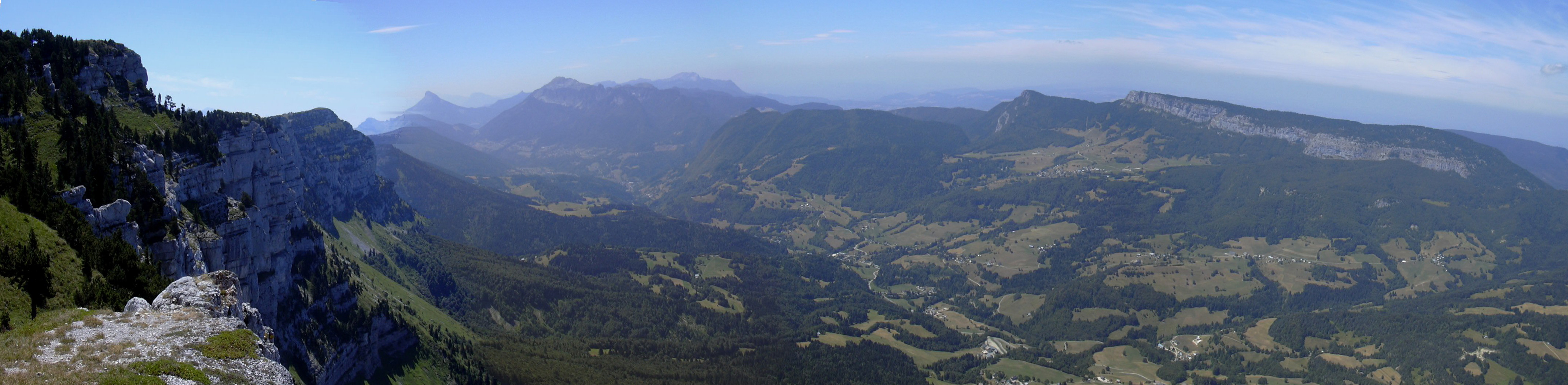
Vue panoramique vers le sud depuis la croix du Granier.

## Dans la culture
Stendhal a surnommé le massif de la Chartreuse « l'émeraude des Alpes ».
La Petite Chartreuse est un roman de Pierre Péju écrit en 2002 et Prix du Livre Inter 2003. Une adaptation cinématographique a été réalisée en 2005 par Jean-Pierre Denis, avec Olivier Gourmet et Marie-Josée Croze comme interprètes principaux.
Le Grand silence (Die große Stille) est un film documentaire franco-helvéto-allemand réalisé par Philip Gröning sur les moines de la Grande Chartreuse, sorti en 2005.